# Garrincha
Manoel Francisco dos Santos, meglio noto come Garrincha ([ɡaˈʁĩʃɐ]) o Mané Garrincha (Magé, 28 ottobre 1933 – Rio de Janeiro, 20 gennaio 1983), è stato un calciatore brasiliano, di ruolo attaccante.
Ala destra, fu ricordato specialmente per la sua militanza col Botafogo e la Selezione nazionale del suo Paese.
Considerato uno dei più forti giocatori della storia del calcio, viene ritenuto uno dei più grandi dribblatori di tutti i tempi nonché da molti come il miglior interprete del suo ruolo. Occupa la 20ª posizione nella speciale classifica dei migliori calciatori del XX secolo pubblicata dalla rivista World Soccer e l'8ª posizione nell'omonima lista stilata dall'IFFHS. Sempre quest'ultima rivista lo ha inserito inoltre alla 4ª posizione nella speciale classifica dei migliori calciatori sudamericani del XX secolo, dietro ai soli Pelé, Maradona e Di Stefano. Spesso visto come il miglior calciatore brasiliano di sempre dopo Pelé, è il terzo maggior cannoniere della storia del Botafogo.
Partecipò a tre edizioni dei Campionati mondiali di calcio: Svezia 1958, Cile 1962 e Inghilterra 1966, vincendo le prime due. Raggiunse l'apice della sua carriera proprio nel 1962 dopo la vittoria con la nazionale del Mondiale del 1962, dove vinse il titolo di capocannoniere insieme ad altri 5 giocatori. Inoltre, sebbene non poté mai entrare nelle graduatorie del Pallone d'oro perché fino al 1994 il premio era riservato ai giocatori europei, nel 2016 la rivista francese France Football, in occasione del 60º anniversario del premio, pubblicò una lista rivisitata dei vincitori nominati prima del 1995 nella quale Garrincha viene ritenuto proprio in quell'anno il vincitore dell'edizione. La seconda parte della sua carriera, che convenzionalmente può dirsi iniziata nel 1966, anno in cui lasciò il Botafogo, fu costellata da continui cambi di squadra e da partecipazioni occasionali con diversi club, professionistici e non.
Garrincha fu afflitto da diversi difetti congeniti: un leggero strabismo, la spina dorsale deformata, uno sbilanciamento del bacino, sei centimetri di differenza in lunghezza tra le gambe; il ginocchio destro fu affetto da valgismo mentre il sinistro da varismo, nonostante un intervento chirurgico correttivo. Per via di tale malformazione — secondo alcune fonti dovuta alla poliomielite o alla malnutrizione — i medici lo dichiararono invalido e gli sconsigliarono di praticare il calcio.
Il soprannome Garrincha gli fu attribuito da una sorella perché il suo aspetto minuto le ricordava quello di un'omonima specie di uccelli che egli era solito cacciare da bambino, i quali saltellano sul terreno alla ricerca di cibo. 
Manè gli rimase come diminutivo del suo nome e, in portoghese, criniera, per i suoi capelli molto folti. Quando Garrincha cominciò a praticare il calcio il soprannome avrebbe mutato accezione, ben attagliandosi alla particolare andatura dovuta all'handicap fisico che veniva evidenziata durante le corse effettuate sul campo da gioco, simile a quella di un uccellino che saltella. Fu anche noto come L'angelo dalle gambe storte, Il Chaplin del calcio e Alegria do povo (Gioia del popolo).
Oltre che dai successi sportivi, la sua vita fu caratterizzata dalla distruttiva passione per gli alcolici e le donne.
Morì prematuramente a 49 anni per le conseguenze di una cirrosi epatica e di un edema polmonare in condizioni di indigenza e degrado.

## Biografia

### Infanzia e adolescenza
Garrincha nacque il 28 ottobre 1933 a Pau Grande, nel distretto di Magé, a Rio de Janeiro, quinto figlio di Amaro e Maria Carolina. Il padre discendeva da una popolazione indigena dell'Alagoas chiamata Fulniô, mentre la madre era una mulatta originaria di Recife, nello Stato di Pernambuco. La sua registrazione all'anagrafe fu viziata da due errori: Amaro dichiarò infatti che la nascita del figlio si ebbe al 18 ottobre anziché al 28 e inoltre, quando gli fu chiesto quale fosse il nome del bambino, rispose solamente Manuel, facendo sì che venisse iscritto senza cognome; chiamandosi Amaro Francisco dos Santos e Maria Carolina dos Santos i genitori, sottintese che il cognome dovesse essere necessariamente dos Santos. Il padre, che lavorava come guardia di sicurezza nella fabbrica tessile di Pau Grande, era un bevitore e morì diversi anni più tardi di cirrosi epatica.

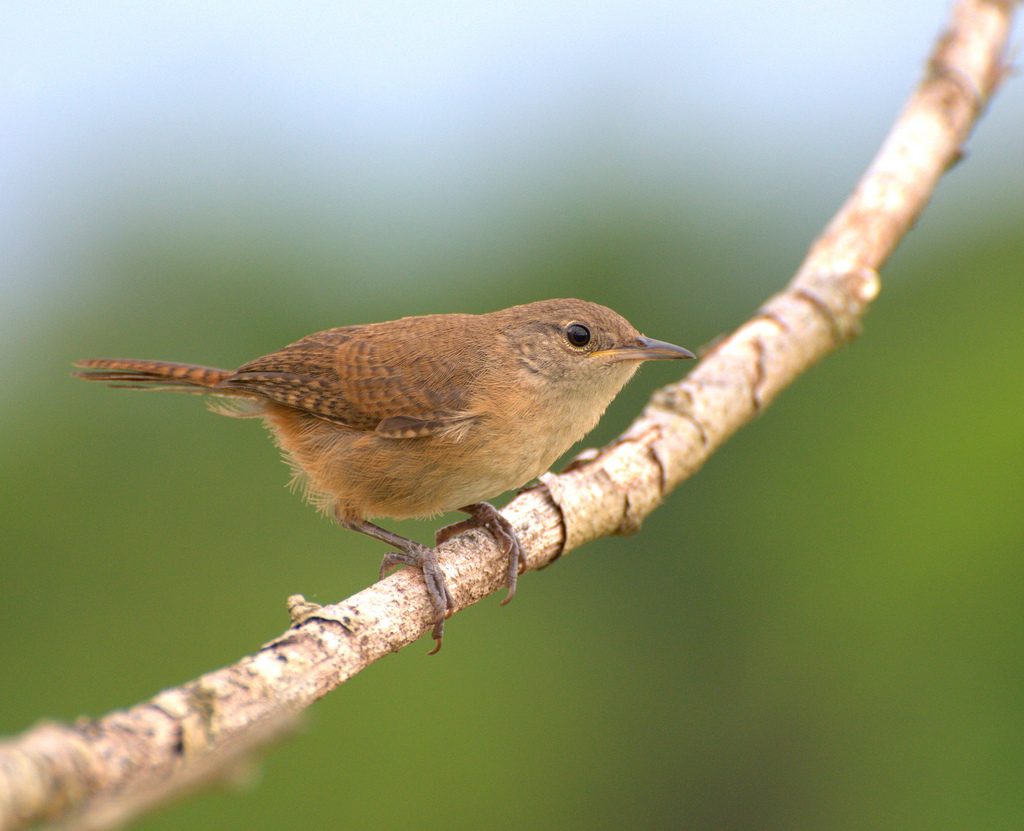
Un esemplare di garrincha, nome regionale della cambaxirra (Troglodytes musculus). Questa specie di passero era molto comune a Pau Grande negli anni quaranta. Si ciba di piccoli insetti e canta bene, ma non si adatta alla cattività.

Garrincha visse l'infanzia "in uno stato quasi selvaggio", camminando a piedi scalzi, nuotando nei fiumi e dando la caccia ai passeri. Proprio quest'ultima attività determinò la nascita del suo soprannome; garrincha è infatti il termine con il quale nel nord-est del Brasile si identifica un piccolo uccello marrone con il dorso striato di nero. Rosa, la sorella più grande, ravvisò una somiglianza tra Manuel e il passerotto dovuta alle piccole dimensioni, e a quattro anni Garrincha era già noto a tutti con tale nomignolo. Fu durante questi anni che sperimentò per la prima volta l'assunzione di sostanze alcoliche e fumo. In ossequio ad alcune tradizioni locali, il bambino si vedeva somministrare una mistura a base di cachaça (cachimbo) come cura per i suoi guai fisici, mentre già prima dei dieci anni divenne pure tabagista, essendo dedito a fumare sigari di paglia.
La sua più grande passione era però praticare il calcio, gioco cui dedicava gran parte del suo tempo e nel quale si dimostrò abile già da giovanissimo, tanto da distinguersi tra i coetanei. Fu subito evidente quale fosse la sua dote migliore, ovvero il dribbling, un gesto tecnico che eseguiva con genuino piacere. Nel 1941, contro la sua volontà, fu iscritto a scuola, ma la sua istruzione si fermò alla terza media.
Il 19 novembre 1947 cominciò a lavorare nella fabbrica tessile della sua città, l'América Fabril. Fu in tale contesto che Boboco (all'anagrafe Franklyn Leocornyl), capo della sezione dove lavorava, aggiunse il cognome "Francisco" alla sua scheda, affinché non fosse confuso con altri "Manuel dos Santos". Nel 1948 fu licenziato per via delle reiterate inadempienze sul posto di lavoro, ma ancora Boboco, che ricopriva pure la carica di presidente della squadra di calcio dello stabilimento, lo fece reintegrare dimodoché potesse continuare a giocare col club, benché Garrincha dovette ricominciare dalle mansioni più basse. In questo momento instaurò con Swing e Pincel, due colleghi, un solido rapporto d'amicizia che durò per il resto della vita, divenendo subito abituali compagni di bevute. Nel giugno del 1949 la madre, già provata da un'infezione puerperale, morì, e di lì a poco il padre Amaro si unì a una vedova con figli di nome Cecília, che passò a occuparsi della prole.

### Il matrimonio con Nair Marques, l'amante Iraci e i figli
Nel corso della sua esistenza Garrincha si distinse per lo spiccato interesse verso le ragazze. Il 20 ottobre 1952 — otto giorni prima del compimento dei diciannove anni — sposò Nair Marques (1936-1975), una collega di lavoro la cui gravidanza impose il matrimonio; da questa unione nacquero otto figlie (Tereza, Edenir, Marinete, Juraciara, Denízia, Maria Cecília, Terezinha e Cintia). Parallelamente aveva intrecciato una relazione con un'altra ragazza, Iraci Castilho. Nonostante il matrimonio, Garrincha promise di non abbandonarla e nel 1957 la portò a vivere a Rio de Janeiro. Spesso si intratteneva con lei la sera quando, terminati gli allenamenti col Botafogo, risultava troppo stanco per tornare a Pau Grande. Iraci gli diede due figli: Márcia, che Garrincha registrò all'anagrafe solo per contrariare la moglie Nair, e Neném, formalmente mai riconosciuto; quando questi ebbe circa quindici anni, la madre ne rivelò pubblicamente l'esistenza, peraltro già nota. Nel 1959 il Botafogo partì per una tournée in Svezia, dove il Brasile aveva conquistato il primo titolo di Campione del Mondo l'anno prima. Qui Garrincha ebbe un rapporto con una cameriera diciassettenne, la quale rimase incinta; al bambino nato da questa fugace relazione, e successivamente adottato, fu dato il nome di Ulf Lindberg, e crebbe nel Paese scandinavo.

### Gli anni con Elza Soares
(Telmo Zanini in Mané Garrincha)
Nel novembre del 1961 Garrincha vinse un concorso indetto dalla SIMCA e dal Jornal dos Sports quale giocatore più popolare, aggiudicandosi una lussuosa automobile. In questa occasione conobbe Elza Soares, una nota cantante di Música Popular Brasileira, per la quale, tornato dai Mondiali di calcio del 1962 e creando grande scalpore nell'opinione pubblica, abbandonò le figlie e la moglie Nair. Quest'ultima affidò le pratiche del divorzio all'avvocato Dirceu Rodrigues Mendes, che mise in cattiva luce il giocatore agli occhi di tutto l'ambiente di Rio de Janeiro e continuò a chiedergli denaro per gli anni seguenti.
Lo stesso anno il compagno di squadra e amico Nílton Santos decise di aiutarlo nella gestione delle finanze; raccolse il denaro che Garrincha teneva in casa all'interno di vari mobili e lo consegnò al banchiere José Luiz Magalhães Lins, che aprì un conto. Il titolare vi attinse sempre più spesso, depauperandolo in maniera crescente, tanto che in ultimo Magalhães Lins preferì chiuderlo. Garrincha non ebbe mai cura del proprio patrimonio e fu visto pagare venti volte in più del dovuto la corsa di un taxi, nonché cifre altissime per dosi di alcolici dal valore inferiore; di ritorno dal vittorioso Mondiale del 1958, saldò i conti arretrati di tutti gli avventori del bar di Pau Grande che era solito frequentare.
La coppia formata con Elza Soares divenne invisa anche negli ambienti politici. La cantante appoggiava il presidente riformista João Goulart, in un periodo gravido di tensioni sociali. Il 10 marzo 1964 (pochi giorni prima del golpe che portò il Paese sotto una dittatura) dei militari fecero irruzione nella casa dove dimoravano. Gli abitanti vennero posti nudi con le spalle al muro mentre gli assalitori misero l'abitazione a soqquadro, andandosene senza portare via nulla ma ottenendo un effetto intimidatorio. Garrincha ed Elza Soares si sposarono nel 1966, presso l'ambasciata brasiliana in Bolivia, e quello stesso anno decisero di trasferirsi a San Paolo a causa dei ripetuti attacchi da parte della gente. Nel complesso, gli anni della loro unione furono caratterizzati da diversi guai di carattere economico che li portarono a perdere varie abitazioni per via dei debiti, nonché dai crescenti problemi con l'alcol di Garrincha. I due ebbero anche un figlio, Manuel Garrincha dos Santos Júnior detto Garrinchinha (morto nel 1986, a nove anni, in un incidente automobilistico).
Sul finire del 1968, Garrincha fu condannato per non aver pagato gli alimenti alla prima moglie e alle figlie, evitando il carcere solo grazie all'intervento di un banchiere che pagò i debiti. Il 13 aprile 1969 fu responsabile di un tragico incidente stradale, quando si dirigeva assieme alla suocera Rosária (madre di Elza Soares) e una figlia adottiva verso Pau Grande. L'auto da lui guidata urtò contro un camion che trasportava sacchi di patate, cappottando tre volte; la suocera morì dopo essere stata sbalzata fuori dal parabrezza. Garrincha negò di aver bevuto prima di mettersi alla guida e fu condannato a due anni di prigione, ma essendo quello il primo reato da lui commesso, ebbe diritto alla sospensione condizionale della pena. Sentendosi però colpevole per l'accaduto, nel periodo successivo entrò in depressione e tentò di suicidarsi inalando del gas.
Le crisi depressive non cessarono, dunque Elza Soares ritenne che l'unico modo per porvi rimedio fosse lasciare il Brasile, cosicché la coppia si trasferì in Italia, a Roma. Inizialmente Garrincha provò a guadagnarsi da vivere facendo promozione per l'Istituto Brasiliano del Caffè (IBC), ricevendo uno stipendio di mille dollari mensili, mentre Elza Soares trovò occupazione come cantante; nello stesso periodo ricevettero delle telefonate anonime durante le quali venivano accusati di aver "tradito il Brasile", minacciando punizioni. Successivamente dimorarono a Torvaianica, dove Garrincha, ormai lasciato il suo precedente incarico per l'IBC, giocò a calcio con squadre amatoriali (cfr. infra, 3.1.4). La coppia tornò in Brasile nel 1972 e cinque anni più tardi, il 30 agosto 1977, il rapporto terminò allorché Garrincha in stato di ubriachezza aggredì la moglie.

### Gli ultimi anni e la morte
Pochi giorni dopo l'accaduto Garrincha si unì a Vanderléia Vieira, trentenne vedova di un calciatore morto di cancro, che nel 1981 diede alla luce un'altra figlia, Lívia. Ben presto l'alcolismo di Garrincha si aggravò ulteriormente, tanto che ormai viveva cercando pretesti per poter bere. In quegli anni la LBA (Legião da Boa Vontade) gli offrì la possibilità di insegnare calcio ai bambini poveri ed egli accettò, ma ciò non lo dissuase dall'assumere alcolici. Fu internato per la prima volta nel 1978, per gli effetti di un'astinenza, nella casa di riposo Alto da Boa Vista, con le spese pagate dalla LBA. Da quel momento, la sua vita fu un susseguirsi di eventi drammatici. L'anno successivo fu ricoverato nuovamente e gli venne diagnosticata una cirrosi, mentre nel 1980 partecipò a una sfilata di Carnevale organizzata dalla scuola di samba Mangueira, apparendo triste e apatico a distanza di pochi giorni da un ulteriore ingresso in clinica. Garrincha provò a smettere di bere, ma ogni tentativo fu vano.
Trascorse i giorni dal 16 al 19 gennaio 1983 bevendo in giro per i bar. Tornò ubriaco, reggendosi a malapena in piedi, alla sua casa nel quartiere di Bangu, nella zona Sud di Rio de Janeiro. La moglie Vanderléia chiamò l'ambulanza e Garrincha fu ancora una volta internato. Lasciato solo alle nove di sera, spirò poco prima del sopraggiungere del giorno successivo, a causa di un edema polmonare. Le sue spoglie sono state tumulate nel cimitero di Raiz da Serra, presso Magé, all'interno di un sepolcro in stato di abbandono che riceve solo poche visite. L'epitaffio recita: "Qui riposa in pace colui che fu la Gioia del popolo, Mané Garrincha". A diversi anni di distanza dalla morte, un'altra figlia di nome Rosângela è stata riconosciuta grazie all'esame del DNA.

## Caratteristiche tecniche
La miglior dote di Garrincha consisteva certamente nel suo particolarissimo dribbling, giocata che eseguiva nel compiere due diversi tipi di movimenti: tagliare verso l'interno del campo o, tipicamente, allargarsi verso destra, sempre partendo palla al piede dal proprio settore di competenza, posto nei pressi della linea laterale del rettangolo di gioco. Nel secondo caso, le sue azioni risultavano piuttosto ripetitive, senza che ciò inficiasse il buon esito della finta; Garrincha, dopo aver ricevuto il pallone sulla fascia, puntava l'avversario diretto per poi arrestarsi, inducendo il marcatore a fermarsi a sua volta, dopodiché si lanciava verso destra, ripiegando successivamente sul lato opposto. L'ala ripeteva la giocata più di una volta, allorquando decideva di superare il difensore ormai disorientato con una definitiva accelerazione ancora sulla destra. Il dribbling era reso particolarmente efficace dall'esplosività dello scatto e dall'imprevedibilità dei movimenti dovuta all'asimmetria degli arti inferiori. Garrincha abusava spesso di questa abilità, giacché soleva dribblare gli avversari e attendere che ritornassero sui propri passi così da superarli una seconda volta, per puro diletto; in una partita valevole per il torneo Rio-San Paolo che il Botafogo giocò contro l'América, l'arbitro arrivò a minacciarlo d'espulsione per via dell'eccessivo numero di dribbling effettuato a scapito del terzino Ivan.
In carriera dimostrò di avere propensione al gol pur non essendo una prima punta, realizzando 249 gol in 579 partite per il Botafogo grazie anche al tiro potente e preciso di cui era dotato; era inoltre in grado di battere dei calci da fermo carichi d'effetto denominati "tiri a banana", perché il pallone descriveva una traiettoria curva a guisa di quel frutto. Garrincha si rivelava decisivo anche con i continui traversoni che effettuava a beneficio dei compagni, come peraltro attestato dalle realizzazioni di Vavá durante i Mondiali del 1958, rese possibili proprio dai suoi assist. Secondo l'ex compagno di Nazionale Tostão "Garrincha fu geniale perché, oltre ai dribbling sensazionali, aveva ottima tecnica, dava passaggi precisi e fece tutto questo per molti anni nel Botafogo e in due Coppe del Mondo".
Garrincha può essere considerato come un talento naturale, la cui abilità derivava da un dono e non già dal costante allenamento, apparendo in ciò molto diverso da altri grandi giocatori, tra cui ad esempio il coevo e connazionale Didi, che per migliorare le proprie capacità tecniche si intratteneva a lungo nelle sedute d'esercizio. Per contro, i suoi maggiori difetti consistevano nell'individualismo e nella mancanza di disciplina. Zezé Moreira (uno dei suoi allenatori al Botafogo), ritenendo che dribblasse anche quando non necessario, provò a mutare siffatta abitudine; durante un allenamento pose in mezzo al campo una sedia, chiedendo al giocatore di dribblarla come se fosse un avversario e crossare subito dopo. Garrincha girò attorno alla sedia, le fece passare il pallone sotto le gambe e solo dopo questo effettuò il cross. Moreira concluse successivamente che "Garrincha era senza schemi".
Garrincha è ritenuto il massimo rappresentante del cosiddetto futebol moleque, ovvero di uno stile calcistico incentrato sull'inventiva e sull'improvvisazione, dove gli schemi tattici sono secondari rispetto al talento naturale del calciatore, visto come la quintessenza del calcio brasiliano e la negazione di quello tipicamente europeo. Ciò ha portato i critici e i tifosi a interpretare Garrincha e Pelé, i due maggiori calciatori brasiliani dell'epoca, come due opposti, sottolineando da un lato l'irriverenza e l'approccio squisitamente ludico del primo, dall'altro l'efficacia e l'efficienza del secondo; uno dionisiaco, l'altro apollineo, o ancora, "un artista e un atleta" secondo il cronista sportivo Armando Nogueira. Tale visione dualistica fu rigettata dal giornalista, drammaturgo e intellettuale Nélson Rodrigues, per il quale entrambi apparivano, pur nelle rispettive diversità, come una sintesi di "puerilità e virilità, cordialità e cinismo" caratterizzante l'archetipo del brasiliano nero, meticcio, di umile estrazione sociale, due figure nelle quali il popolo poteva identificarsi e allo stesso tempo trovare un esempio di redenzione.

## Carriera

### Club

#### Gli esordi
La carriera calcistica di Garrincha ebbe inizio con le formazioni giovanili dello Sport Club Pau Grande, la compagine amatoriale della fabbrica tessile dove cominciò a lavorare nella prima adolescenza. Sin dalla prima stagione scelse di giocare nella posizione di trequartista, un ruolo che mantenne fino ai diciassette anni, quando un impiegato dello stabilimento decise di schierarlo da ala destra.
Nel 1949 divenne titolare in prima squadra, contribuendo con la sua presenza alla crescita del club — già peraltro tra i migliori — e imponendosi come il miglior talento della regione. Un emissario del Cruzeiro do Sul di Petrópolis notò le sue capacità e lo portò — assieme ad altri due suoi compagni — a far parte delle giovanili di tale squadra, con cui giocò nel 1949 e nel 1950. Nel 1951 passò al Serrano (anch'esso di Petrópolis), che fu anche il primo club a stipendiarlo riconoscendogli un emolumento pari a trenta cruzeiros a partita. Avendo deciso di non abbandonare la squadra della fabbrica per via del legame d'amicizia con Boboco, Garrincha fu costretto a dividersi tra Pau Grande e Petrópolis, dove si recava alla domenica per disputare gli incontri col nuovo club, ma stancatosi dei continui spostamenti e scarsamente interessato all'aspetto economico, dopo tre mesi decise di abbandonarlo, giocando esclusivamente per il Pau Grande a titolo gratuito.
Un episodio risalente a questi anni ne dimostra tanto l'abilità quanto la popolarità acquisita; durante una partita tra Grêmio de Raiz da Serra e Pau Grande, Garrincha, che non aveva disputato un buon primo tempo, venne ripetutamente insultato dai giocatori avversari. Nella seconda parte dell'incontro, iniziata con il punteggio di 0-0, dribblò l'intera squadra rivale partendo dalla propria area di rigore ed effettuò un assist finalizzato poi da un compagno; un giocatore irritato lo fermò con un fallo, subendo non solo un'espulsione, ma anche un tentativo di linciaggio da parte dei suoi stessi tifosi, i quali nutrivano grande ammirazione per Garrincha nonostante fosse un giocatore del club opposto; la partita terminò 6-0 per il Pau Grande.
Nonostante il successo, Garrincha non si recò mai di propria iniziativa a effettuare dei provini per entrare a far parte di club professionistici. Quasi diciassettenne (1950), un funzionario della fabbrica lo portò presso la sede del Vasco da Gama, ma gli fu negata la possibilità di sostenere il test poiché sprovvisto di scarpe da calcio.; Garrincha affermò inoltre che in questa occasione l'addetto del Vasco che visionava l'allenamento lo definì "storpio". Anche i provini svolti con São Cristóvão e Fluminense, su invito di amici, ebbero esito negativo; nella prima circostanza venne respinto dopo aver partecipato all'allenamento per dieci minuti, nella seconda aspettò di essere chiamato fino a sera, ma timoroso di perdere il treno che lo avrebbe ricondotto a casa chiese di poter tornare il giorno seguente, senza però mantenere fede all'accordo. D'altro canto non fu mai interessato a diventare un professionista e i vari tentativi furono esperiti solo per via delle pressioni esercitate su di lui dallo zio Mané Caneira.

#### Il provino col Botafogo

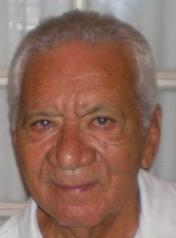
Nílton Santos, terzino del Botafogo e della Nazionale brasiliana, ebbe uno stretto rapporto con Garrincha anche fuori dal campo, tanto da aver fatto da padrino a una delle sue figlie.

Garrincha aveva deciso di abbandonare ogni velleità quando Araty Viana, un ex giocatore del Botafogo, gli procurò un provino con detto club. Araty si era recato a Pau Grande, su invito di un amico, per arbitrare una partita degli impiegati della fabbrica tessile, e in tale occasione rimase colpito dalle doti del giovane talento della formazione locale. A questi consegnò un biglietto che avrebbe dovuto presentare presso il campo del Botafogo, società che necessitava di un'ala destra.
Contrariamente a quanto si è a lungo affermato, Garrincha non sostenne direttamente la partita di prova con i giocatori della prima squadra, ma fu aggregato a quella giovanile allenata da Newton Cardoso, figlio dell'allora allenatore del Botafogo Gentil Cardoso. L'impressione destata fu positiva e gli fu così chiesto di tornare il giorno seguente per effettuare un test con la squadra maggiore perché, già diciannovenne, avrebbe potuto essere tesserato solo con questa. Il 10 giugno 1953, durante la partita, fu schierato da ala destra con la squadra delle riserve contro i titolari, avendo come diretto avversario il celebre terzino sinistro del Botafogo Nílton Santos, con all'attivo già sedici incontri anche con la Nazionale brasiliana. Garrincha dribblò il difensore per due volte consecutive e, in un'azione successiva, gli fece passare il pallone sotto le gambe; lo stesso Nílton Santos ha affermato tuttavia che quest'ultima giocata sia solo una leggenda diffusa dal giornalista Sandro Moreyra e da lui mai smentita per affetto verso Garrincha, mentre è vero che chiese in prima persona al tecnico e alla dirigenza del club di tesserarlo, temendo di incontrarlo da avversario davanti agli occhi degli spettatori dello stadio Maracanã. Frattanto, nella relazione che era solito scrivere dopo i test, il preparatore fisico Paulo Amaral aveva annotato: "Il giocatore ha mostrato qualità straordinarie. Ha solo un difetto, a mio modo di vedere correggibile, dribbla troppo", mentre il medico rilevò che il ginocchio destro era ricurvo verso l'interno e il sinistro verso l'esterno, uno sbilanciamento del bacino, la gamba sinistra più corta dell'altra di sei centimetri e un leggero strabismo. Il Botafogo versò al suo precedente club la somma di cinquecento cruzeiros (all'epoca l'equivalente di ventisette dollari), la cifra più bassa che sia mai stata scritta su un contratto professionistico nella storia del calcio, mentre Garrincha si accontentò di guadagnarne millecinquecento, appena trecento in più rispetto al suo salario da operaio.

#### Botafogo

##### Gli inizi
Garrincha giunse dunque al professionismo a diciannove anni, in età relativamente tarda. Debuttò con la nuova squadra in un'amichevole giocata il 21 giugno del 1953 contro l'Avelar e al suo esordio da titolare nel campionato carioca, in occasione di Botafogo-Bonsucesso del 19 luglio, riuscì a mettere a segno tre reti, la prima delle quali su rigore (6-3 il punteggio finale per il Botafogo). I momenti iniziali furono di adattamento, tanto di Garrincha al professionismo quanto dei suoi compagni a lui; alla sua terza partita dribblò la difesa del Cantagalo e anziché concludere in gol passò il pallone all'attaccante Ariosto, il quale però venne colto di sorpresa, non aspettandosi una giocata del genere. A livello individuale la stagione si dimostrò positiva e si concluse con un totale di 20 gol in 26 partite in campionato, che valsero il primato di marcature per il proprio club e il secondo posto nella classifica cannonieri, con solo due reti in meno rispetto al miglior realizzatore in assoluto. Tuttavia la squadra non risultava sufficientemente competitiva, ragion per cui i primi anni di Garrincha al Botafogo furono privi di titoli. Nel 1955 la società cedette al calcio italiano Dino da Costa e Luís Vinício, ma rifiutò un'offerta che la Juventus avanzò per avere il giocatore, chiedendo in cambio centocinquantamila dollari.

##### I primi successi

Garrincha (a sinistra) in azione al Botafogo nel 1955, a segno in amichevole a Torino contro una selezione mista di calciatori della Juventus e del Torino

Il periodo successivo vide i dirigenti del club concentrarsi in una campagna di rafforzamento che portò progressivamente agli acquisti di altri grandi campioni, come Didi (nel 1956), Quarentinha, Zagallo e Paulo Valentim, che si aggiunsero a Nílton Santos e allo stesso Garrincha. In particolare, l'acquisizione di Didi, che andò a guadagnare 70.000 cruzeiros (650 dollari statunitensi), costrinse i vertici societari a rinegoziare i compensi degli altri giocatori; lo stipendio di Nílton Santos fu adeguato a trentamila cruzeiros, mentre quello di Garrincha, pari allora a sedicimila cruzeiros mensili (centosessanta dollari), passò ad appena diciottomila.
Il nuovo corso fu inaugurato con il trionfo nel campionato carioca del 1957, conquistato sotto la guida del tecnico João Saldanha battendo il Fluminense nello scontro decisivo avutosi il 22 dicembre. Gli schemi tattici elaborati dall'allenatore per la circostanza prevedevano che Quarentinha fosse posto in marcatura della maggior fonte di gioco avversaria, Telê, mentre Garrincha fu esplicitamente esonerato da incombenze tattiche, sì da godere della maggiore libertà possibile lungo la corsia di destra; inoltre, il centravanti Paulo Valentim avrebbe dovuto condurre fuori dall'area avversaria il centrale difensivo incaricato di marcarlo, dimodoché Garrincha potesse trovare scoperte ampie porzioni di campo, avendo come unico ostacolo il terzino Altair. L'ala botafoghense mise a segno un gol e fornì due passaggi trasformati in realizzazioni da Valentim (autore di cinque marcature), contribuendo al risultato finale di 6-2. Al quinto gol degli avversari, Telê disse a Nílton Santos: "Voi siete già campioni. Dì a Garrincha di smetterla di umiliare i nostri difensori". In virtù delle prestazioni offerte, Garrincha venne inoltre premiato col titolo di miglior giocatore del campionato.

##### La maturità sportiva e l'inizio dei problemi fisici
Nel periodo di militanza col Botafogo, Garrincha fu anche al centro di alcuni episodi dal sapore pionieristico. Nel 1958, stando a quanto narrato da Saldanha nel libro Os Subterrâneos do Futebol, una sua prestazione avrebbe determinato la nascita del grido di olé nei campi da calcio. Ciò si verificò in occasione di un incontro tra Botafogo e River Plate tenutosi in Messico, allorché il brasiliano superò diverse volte in dribbling il terzino avversario Vairo, facendo sì che il pubblico entusiasta accompagnasse la giocata con tale esclamazione. Parallelamente, quella stagione la squadra chiuse al primo posto in campionato, appaiata a Vasco e Flamengo; ciò richiese che tra esse fosse disputato un mini torneo, chiamato Super Campeonato, ma anche questo non decretò un vincitore in quanto i club ottennero lo stesso numero di punti, dunque il definitivo Super-Super Campeonato assegnò la vittoria al Vasco e il terzo posto al Botafogo.
All'inizio dell'anno seguente il medico del club ritenne che Garrincha dovesse sottoporsi a un intervento chirurgico al ginocchio, per via della particolare congiunzione tra tibia e femore che causava il logoramento della cartilagine, ma il giorno preventivato per l'operazione il giocatore non si presentò, perché la rezadeira di Pau Grande lo ammonì del fatto che l'intervento chirurgico gli avrebbe impedito di giocare nuovamente a calcio. Pertanto, negli anni seguenti fece ricorso a frequenti infiltrazioni per poter disputare le partite. In campionato il Botafogo giunse secondo dietro al Fluminense, perdendo solamente due partite nella competizione che vide Garrincha eccellere negli scontri con Vasco e Flamengo.

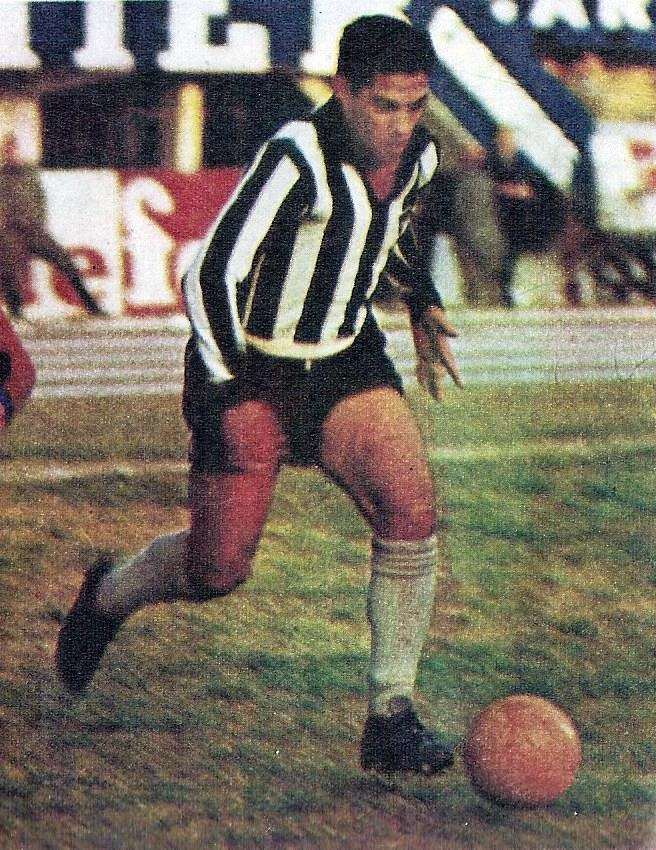
Garrincha in azione con la maglia del Fogão

Nel 1960 il Botafogo non andò oltre il terzo posto, ma sul piano individuale, durante una partita giocata contro il Fluminense, l'attaccante si rese protagonista di un episodio di fair play ante litteram: il difensore avversario Pinheiro cadde a terra vittima di uno stiramento muscolare e Garrincha, che lo sentì urlare di dolore, anziché approfittare dello spazio rimasto privo di copertura preferì calciare il pallone oltre il perimetro di gioco, così da consentire i soccorsi.
Ancora al Fluminense è legato uno degli eventi di maggior rilievo storico sia per la società che per il giocatore. Il 14 dicembre 1961 le squadre si scontrarono in occasione della millesima partita della storia del Botafogo che vinse per 1-0 con gol di Garrincha, conquistando contestualmente il record di quarantuno incontri disputati senza mai perdere. La squadra si aggiudicò successivamente il campionato carioca perdendo un'unica partita — contro l'América per 1-2, con una decisiva autorete del difensore Zé Maria — grazie alla contemporanea sconfitta del Vasco da Gama.
Nel marzo del 1962 il club arricchì ulteriormente il proprio palmarès con il trionfo nel torneo Rio-San Paolo, un quadrangolare al quale parteciparono anche Flamengo, Palmeiras e San Paolo; il Botafogo batté quest'ultima squadra con le reti di Garrincha e Amarildo (2-1), superò anche il Flamengo e si aggiudicò la competizione sconfiggendo il Palmeiras per 3-1, partita durante la quale Garrincha determinò la marcatura finale, realizzata ancora da Amarildo, dopo aver sfondato sulla fascia destra. Il 15 dicembre dello stesso anno, già campione del mondo per la seconda volta, Garrincha si rivelò nuovamente decisivo nella conquista del suo terzo campionato carioca col club alvinegro (secondo consecutivo). Nell'ultimo incontro della competizione la squadra affrontò il Flamengo, unica concorrente ancora in corsa per il titolo. Alla vigilia Garrincha minacciò di non giocare se il suo stipendio non fosse stato aumentato, ma una volta convinto dagli amici scese in campo realizzando due dei tre gol che sancirono la vittoria della sua squadra, propiziando anche un'autorete. Il giornale O Globo raffigurò in copertina il Botafogo come composto da undici Garrincha, ma questa partita è anche spesso considerata come l'ultima che il calciatore giocò ad alti livelli.

##### Il declino
Nel 1963 Juventus, Inter e Milan tentarono congiuntamente di acquistare il calciatore — che avrebbe dovuto giocare per una stagione con ciascun club —, non riuscendo però a trovare l'accordo con il Botafogo. Quello che caratterizzò tale anno furono però i continui problemi al ginocchio, che portarono il medico sociale Lídio Toledo a rimarcare nuovamente la necessità di un intervento e a sconsigliare di partecipare alla tradizionale tournée di amichevoli internazionali che il Botafogo soleva organizzare. Garrincha rifiutò ancora di sottoporsi a un'operazione, nonostante l'artrosi determinasse l'infiammazione della cartilagine e il rigonfiamento del ginocchio, richiedendo un riposo di almeno un giorno tra una partita e l'altra. Il Botafogo impose però che prendesse parte alle amichevoli, giacché senza di lui il compenso garantito per la partecipazione scendeva da dodicimila a ottomila dollari. A incancrenire ulteriormente il rapporto col club si unirono le rivendicazioni salariali del giocatore, la scandalosa relazione con Elza Soares e l'abuso di alcolici, mentre la squadra finì il campionato in quarta posizione staccata di quattro punti dal Flamengo.

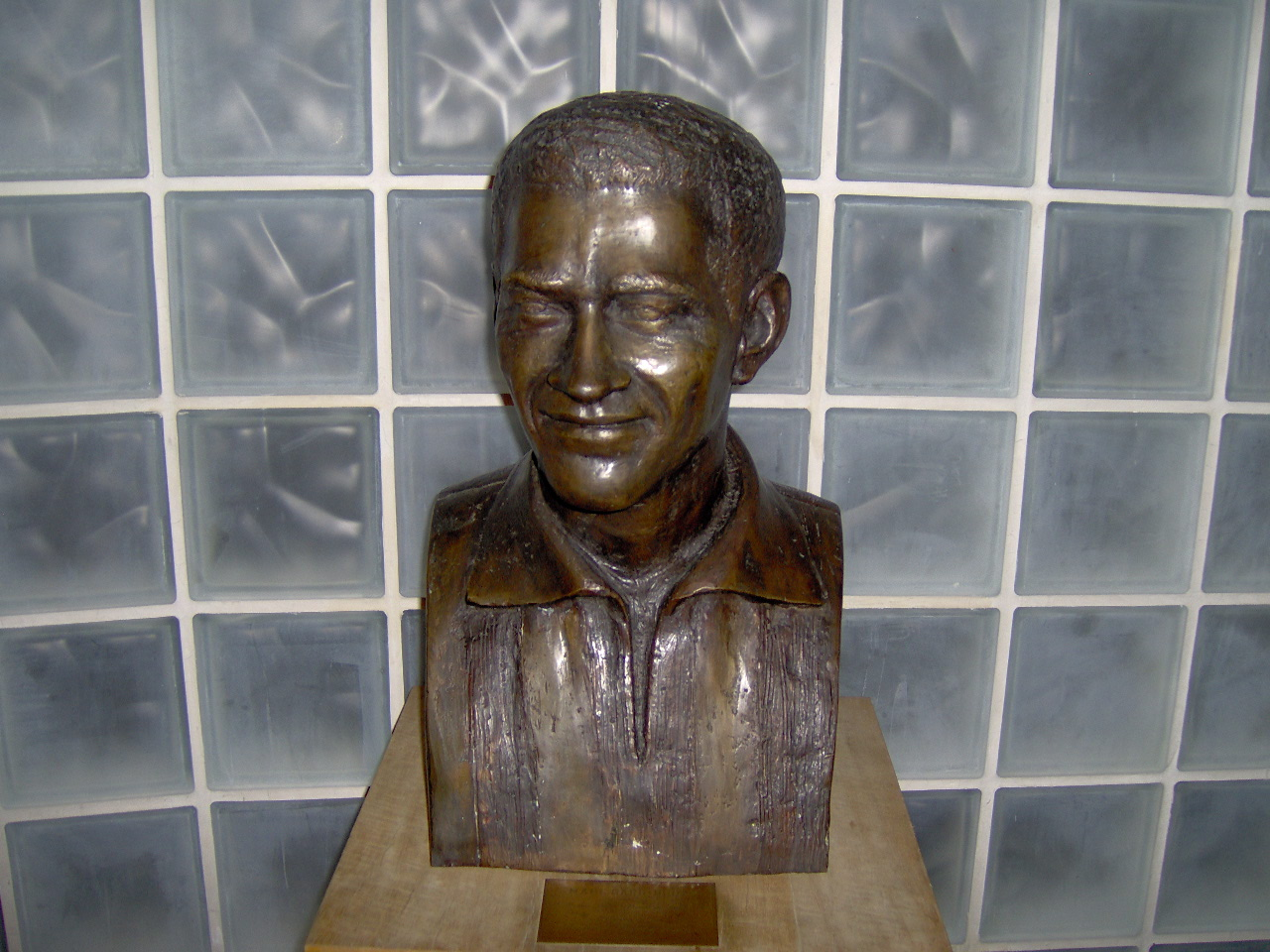
Busto di Garrincha presso la sede del Botafogo

Nel 1964 il Botafogo vinse il secondo torneo Rio-San Paolo dell'era di Garrincha (sua ultima conquista col club carioca), un successo intrecciato a drammatici eventi storici per il Brasile. La squadra eliminò al debutto il San Paolo e il 29 marzo bissò il risultato con la Portuguesa; due giorni dopo un golpe militare portò il Paese a essere governato da una dittatura fascista e la data dell'incontro finale, che vedeva il Botafogo opposto al Santos di Pelé, slittò al 10 gennaio 1965 a causa degli impegni delle due squadre. La partita fu sospesa in seguito a un'accesa discussione cagionata dall'annullamento da parte dell'arbitro di un gol segnato dal Santos a cinque minuti dal termine, col Botafogo in vantaggio per 3-2; il Santos si disse eccessivamente occupato per rigiocare l'incontro, ed entrambi i club furono proclamati vincitori grazie a un accordo tra la Federazione calcistica carioca e quella paulista. In tale annata Garrincha firmò un rinnovo contrattuale che prevedeva un compenso una tantum in relazione alle partite giocate, il quale lo portò a scendere in campo anche quando le condizioni fisiche non glielo permettevano, tanto da tornare a casa strascicando. Finalmente decisosi a operarsi anche per via dell'insistenza di Elza Soares, entrò però in contrasto col dottor Toledo, il quale pretese che il giocatore firmasse una dichiarazione nella quale si impegnava a sostenere degli esercizi di recupero nel periodo di convalescenza. Garrincha rifiutò e si rivolse al medico dell'América, Mário Marques Tourinho; questi affermò che l'artrosi fosse un problema comune tra gli atleti con più di trenta anni e si disse convinto che potesse essere risolta con l'asportazione dei menischi. L'intervento, effettuato al ginocchio destro il 29 settembre, si dimostrò inefficace e il Botafogo multò Garrincha decurtando la sua retribuzione del sessanta percento per essersi fatto operare da un medico di un altro club; il calciatore passò la restante parte dell'anno svolgendo della fisioterapia.
Garrincha segnò la sua ultima rete il 22 agosto 1965 in un Botafogo-Flamengo. Il 5 settembre giocò la finale della Taça Guanabara contro il Vasco, ma, a differenza della gara d'andata, fu costantemente fermato dal terzino Oldair, che contribuì anche con un gol alla vittoria per 2-0 della sua squadra. A fine stagione assommò ventitré partite, caratterizzate da un rendimento assai basso.

#### Dopo il Botafogo
Nonostante le cattive condizioni fisiche, Garrincha continuò comunque a giocare per diversi anni in Sud America e in Europa, bisognoso di denaro per sostenere il suo alcolismo e la famiglia.
Nel 1966 il Botafogo lo cedette al Corinthians, che gli garantì l'ingaggio più ricco tra quelli pagati ai giocatori del club; secondo alcune voci non confermate, ciò avrebbe determinato un boicottaggio da parte dei compagni, i quali si sarebbero rifiutati di passargli il pallone. Il Corinthians disponeva già di un'ala destra, Paulo Borges, pertanto Garrincha dovette alternarsi con questi nel ruolo di punta esterna e centravanti, in un tridente d'attacco completato da Flávio. Esordì il 2 marzo contro il Vasco da Gama, in una partita persa per 0-3 valida per il Torneo Rio-San Paolo. Dopo una nuova sconfitta contro il Botafogo (1-5), il Corinthians affrontò il San Paolo, squadra contro cui Garrincha mise a segno un gol con un potente tiro a effetto, venendo peraltro giudicato come il migliore tra i suoi compagni d'attacco e contribuendo alla vittoria per 2-0. Se questa rimase la sua miglior partita col club paulista, la peggiore fu quella seguente giocata contro il Palmeiras, quando a due minuti dal termine il portiere avversario parò il rigore da lui calciato, determinando la sconfitta per 1-2. Il Corinthians si aggiudicò comunque il Torneo Rio-San Paolo, ex aequo con Botafogo, Santos e Vasco da Gama, in quanto non fu possibile organizzare un ulteriore torneo che sancisse un unico vincitore per via dell'imminente Campionato del Mondo.
Le prestazioni generalmente giudicate confortanti valsero a Garrincha il ritorno in Nazionale in occasione di tale competizione, terminata la quale perse il posto da titolare col club. Nel contesto della lotta intestina innescatasi per l'assegnazione della presidenza della società, fu citato come esempio di spreco di denaro da parte del principale aspirante alla carica, in modo da screditare il titolare; a peggiorare la situazione vi fu un fallo al ginocchio subìto a opera di Zito — suo compagno di squadra in Nazionale — che contribuì a minarne ulteriormente l'articolazione, nonché persistenti problemi di alcolismo.
Garrincha chiese la cessione a dicembre e nel 1967 il Corinthians prestò il giocatore al Vasco da Gama, con il quale passò la maggior parte del tempo provando a recuperare la forma; per verificarne le condizioni, il club organizzò un incontro amichevole (sua unica partita), che Garrincha disputò per intero riuscendo peraltro a marcare un gol, senza tuttavia convincere i dirigenti a tesserarlo. Dopo un tentativo del genere (nuovamente fallito) anche con il Fluminense, quello stesso anno giocò per un mese con la Associação Atlética Portuguesa di Rio de Janeiro, disputando alcune amichevoli in Brasile e Bolivia, avendo poi un'esperienza simile col Bangu.
Nel 1968 si unì ai colombiani dell'Atlético Junior, con i quali prese parte a una sola partita, senza segnare, persa per 2-3 contro il Santa Fe, per poi rescindere il contratto a distanza di una sola settimana dalla firma. Effettuò in seguito dei provini con Nacional Montevideo e Boca Juniors, senza successo.
Il 21 settembre di quello stesso anno passò al Flamengo, squadra che incontrava il suo gradimento da bambino e con cui debuttò il 30 novembre contro il Vasco da Gama, dopo aver trascorso un periodo impegnato nello smaltire i chili in eccesso. La parentesi trascorsa con tale club non fu particolarmente felice per Garrincha che, incapace di giocare dei match competitivi, fu schierato prettamente durante le gare amichevoli, in modo tale da far accorrere il maggior numero di spettatori allo stadio sfruttandone la notorietà. Il Flamengo infatti non vinceva il campionato statale da tre anni, perciò risultava poco interessante per attrarre il pubblico durante le tournée di partite amichevoli organizzate per rimpinguare i fondi della società, che attraversava un momento di crisi finanziaria. Va dunque inquadrata in questo contesto la serie di incontri nella parte settentrionale e nordorientale del Brasile che il calciatore disputò nel gennaio del 1969, contro squadre di varie città tra cui Manaus, Belém e Salvador. Garrincha registrò la sua ultima partita col club carioca il 12 aprile del 1969, il giorno antecedente all'incidente che comportò la morte della suocera, in seguito al quale si rifiutò di giocare nonostante mancassero ancora due mesi allo scadere del contratto che lo legava al club. Oltre a ciò, il nuovo allenatore che subentrò alla guida della squadra affermò di non aver intenzione di far affidamento sul giocatore.
All'inizio degli anni settanta, trasferitosi con la moglie Elza Soares in Italia, Garrincha si allenò con la Lazio e giocò tra i dilettanti, in Prima Categoria, per il Sacrofano, con uno stipendio di 100 mila lire a partita. Disputò inoltre delle amichevoli con squadre amatoriali di università, sindacati e fabbriche, ricevendo in cambio dei piccoli compensi. A Torvaianica fece parte di una formazione composta da macellai, con cui disputò la sua ultima partita da amatore contro una squadra di meccanici; la squadra perse per 4-5, con Garrincha che fornì gli assist per tutti e quattro i gol. Nel marzo del 1971 siglò un accordo con i francesi del Red Star, ma non giocò mai con tale club.
Tornato in Brasile, nel 1972 fu messo sotto contratto dall'Olaria, un piccolo club della zona settentrionale di Rio che gli accordò un compenso di cinquemila cruzeiros mensili. Per la partita d'esordio contro il Flamengo, lo stadio Maracanã venne gremito da quasi cinquantamila tifosi. Garrincha disputò complessivamente dieci partite (due vittorie, quattro pareggi e altrettante sconfitte) tra amichevoli e gare del campionato carioca, segnando un solo gol, in un'amichevole contro il Comercial di Ribeirão Preto. Con l'Olaria concluse la sua carriera da professionista, registrando il suo ultimo incontro il 23 agosto contro il Botafogo, la squadra con cui aveva giocato negli anni migliori.

### Nazionale
Garrincha disputò cinquanta partite ufficiali con la Selezione Nazionale, perdendo solamente l'ultima: Ungheria-Brasile del 15 luglio 1966. Con lui e Pelé in campo contemporaneamente la squadra non subì mai alcuna sconfitta; delle quaranta partite che giocarono assieme, la Nazionale brasiliana ne vinse trentacinque e pareggiò le rimanenti cinque; Pelé segnò quarantacinque gol e Garrincha dieci. Partecipò a due edizioni della Copa América (1957 e 1959) e a tre Mondiali.

#### Gli inizi
L'esordio è datato 18 settembre 1955, in occasione del Trofeo O'Higgins. In quel periodo la Confederação Brasileira de Desportos (CBD) era incline a far sì che in Nazionale fossero convocati solo i calciatori militanti nei campionati nazionali brasiliani e Julinho, la miglior ala destra dell'epoca, fu acquistato dagli italiani della Fiorentina. Sebbene si fosse deciso di non seguire la prassi, Julinho rifiutò tuttavia le convocazioni, preferendo non sottrarre il posto a un collega attivo in patria. Dunque l'inserimento di Garrincha nella rosa della Nazionale fu soprattutto dovuto a motivi contingenti. Inizialmente, infatti, egli era guardato con scetticismo, principalmente determinato dalla sua eccessiva ricerca del dribbling. È importante sottolineare che il calcio brasiliano viveva un particolare momento storico; il ricordo della partita decisiva dei Mondiali del 1950 persa in casa contro l'Uruguay, passata alla storia come Maracanazo, era ancora ben impresso nella memoria collettiva. Le responsabilità di quella sconfitta furono ascritte al portiere Moacir Barbosa e al terzino sinistro Bigode, entrambi giocatori di colore e coinvolti nelle azioni che portarono ai gol avversari; ciò diede adito a considerazioni di matrice razzista e contestualmente sorse la necessità di approcciarsi al calcio in maniera maggiormente rigorosa, scientifica; la squadra avrebbe dovuto, secondo i giornali, migliorare sotto il profilo tattico e nella preparazione. Il nuovo clima mal si conciliava con molte delle caratteristiche salienti di Garrincha, quali l'indisciplina tattica, l'imprevedibilità e l'individualismo. Garrincha giocò alcune partite al Campeonato Sudamericano del 1957, ma fu una riserva nella Copa Roca di quello stesso anno e nella Coppa Oswaldo Cruz del 1958, allorché gli fu preferito Joel.

#### La preparazione prima di Svezia 1958

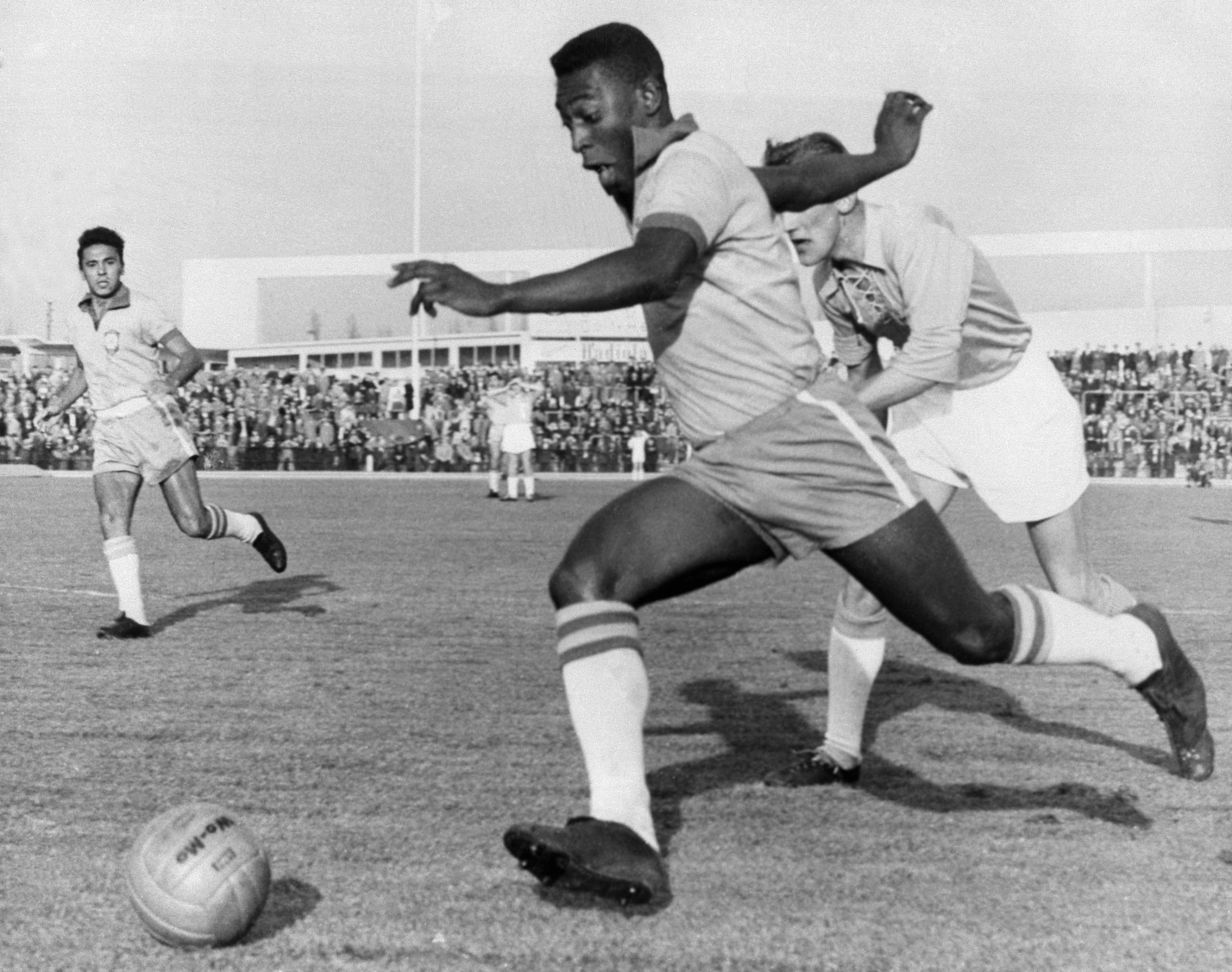
Così come Garrincha, anche Pelé non superò i test psicologici del professor Carvalhaes

Durante la fase di preparazione antecedente al Mondiale del 1958 in Svezia, il professor João Carvalhaes, lo psicologo della squadra, decise di sottoporre i giocatori a dei test attitudinali; il metodo adottato prevedeva che questi rappresentassero la figura di un uomo e i disegni maggiormente dettagliati avrebbero rivelato le personalità più "sofisticate". Garrincha tracciò una figura umana dalla testa sproporzionatamente grande, affermando che si trattasse del compagno di club Quarentinha, inoltre si dimostrò incapace di distinguere una linea orizzontale da una verticale. Ottenne così un punteggio inferiore perfino alla soglia minima fissata dalla teoria (38/123) e la relazione stilata ne descriveva la personalità come infantile. Secondo lo psicologo schierare Garrincha sarebbe stato un errore, e anche Pelé — poi rivelatosi decisivo per la Nazionale brasiliana — venne giudicato inadeguato.
Nello stesso periodo la squadra disputò delle gare amichevoli in vista del Mondiale. Nell'ultimo incontro della serie, giocato il 21 maggio del 1958 contro il Corinthians, Garrincha segnò la sua prima rete con la Nazionale, contribuendo con due gol al 5-0 finale.
Partita per l'Europa, la Nazionale brasiliana giocò altre due amichevoli in Italia, una delle quali contro la Fiorentina. Sul punteggio di 3-0, Garrincha dribblò prima il terzino avversario Robotti, poi i difensori Magnini e Cervato e il portiere Sarti, quindi, anziché concludere in rete, attese che Robotti tornasse per dribblarlo una seconda volta, costringendolo ad aggrapparsi al palo per non cadere a terra dopo averlo disorientato con una finta di corpo e andando a realizzare finalmente il gol. Nonostante la rete spettacolare, i compagni di squadra — in particolare il capitano Bellini — lo rimproverarono aspramente per il suo atteggiamento irresponsabile, giacché si trattava di una partita di preparazione al Mondiale. Nell'autobiografia Minha bola, minha vida, Nílton Santos racconta che i dirigenti della CBD furono sul punto di escludere Garrincha dalla lista dei convocati per via del comportamento giudicato non sufficientemente serio, ma furono dissuasi dall'intervento di Paulo Amaral — membro dello staff tecnico anche della Nazionale — che spiegò: "Garrincha non si comporta così per disprezzo o per superficialità, è il suo modo d'interpretare il calcio. Con allegria".

#### I Mondiali del 1958 in Svezia: la rivelazione

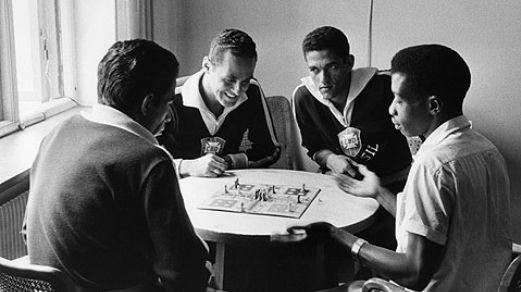
Garrincha con i compagni durante il ritiro in Svezia

Giunto in Svezia, Garrincha — e con lui Pelé — fu escluso nelle prime due partite della rassegna, che il Brasile giocò contro l'Austria e l'Inghilterra. Secondo la versione più attendibile, ciò fu dovuto solo a una scelta dell'allenatore Vicente Feola, che gli preferì l'ala del Flamengo Joel; uno dei membri della commissione tecnica, l'osservatore Ernesto Santos, dopo aver studiato le formazioni avversarie ritenne infatti che fosse più opportuno schierare un giocatore maggiormente disciplinato sul piano tattico. Non mancano tuttavia delle spiegazioni alternative. Secondo alcuni gli esiti dei test psichici avrebbero avuto un ruolo determinante in tal senso, risultando altresì suffragati dai fatti, giacché il comportamento irresponsabile di Garrincha in occasione della gara con la Fiorentina non fu gradito dalla citata commissione. In aggiunta a ciò, è possibile che talune convinzioni della CBD abbiano giocato un importante ruolo. La Confederazione sportiva brasiliana riteneva infatti che i giocatori bianchi potessero esprimersi meglio dei mulatti e dei neri nel clima nordico, sebbene il torneo venisse giocato in estate; dunque, anche i bianchi de Sordi, Orlando e Dida furono preferiti rispettivamente a Djalma Santos, Zózimo e Pelé. Nondimeno, secondo alcuni studi medici il motivo per il quale il Brasile non aveva ancora vinto nessun Mondiale — nonostante avesse dei buoni atleti — era da ricercare nell'animo dei giocatori, i quali risultavano "molto nostalgici". Questo problema affliggeva in particolar modo i calciatori di colore, che quindi apparivano più "emotivamente instabili".
Dopo aver ottenuto nell'ordine una vittoria e un pareggio, la squadra si apprestava ad affrontare l'Unione Sovietica, nota per l'applicazione del metodo scientifico che le avrebbe consentito di correre per centottanta minuti. L'allenatore brasiliano pensò allora che l'imprevedibilità di Garrincha potesse costituire la giusta scelta tecnica per scardinare la difesa avversaria. Anche tale fatto è tuttavia ammantato da un velo di leggenda. Vi è infatti chi ritiene che l'ala del Botafogo fosse stata inserita perché imposta dalle personalità più influenti dello spogliatoio: Nílton Santos, Didi e Bellini. Sebbene ciò sia stato smentito dai diretti interessati, questa seconda versione è tutt'oggi spesso citata dai media. Ad ogni modo, Garrincha non deluse le attese; neutralizzò la marcatura del terzino Kuznetsov e riuscì in soli tre minuti a cogliere una traversa, costringere il portiere avversario Lev Yashin a effettuare un'impegnativa parata e infine realizzare un assist finalizzato da Vavá. Tale prestazione fu definita dall'autorevole giornalista francese Gabriel Hanot come "I tre minuti più sublimi della storia del calcio".
Nel turno successivo il Brasile eliminò il Galles. Mel Hopkins, terzino sinistro dei britannici e marcatore di Garrincha durante quella partita, ha detto di lui:
La squadra superò anche la Francia dei campioni Fontaine e Kopa, in una semifinale durante la quale a Garrincha venne annullato un gol per un fuorigioco fortemente contestato dai brasiliani. Dopo un avvio difficile sia sul piano individuale che collettivo, l'esterno seppe dare comunque un contributo importante, continuando a proporsi sulla fascia destra anche nei momenti successivi al temporaneo pareggio dei francesi, allorché la squadra risultava essersi smarrita.

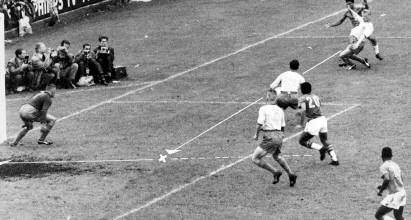
Foto che mostra Garrincha nell'effettuare un assist per Vavá (con la maglia n. 20) durante la finale

Nella finale contro la Svezia, organizzatrice del torneo, Garrincha fornì ancora a Vavá due assist che gli consentirono di realizzare la rete del pareggio e quella del vantaggio, risultando decisivo ai fini della vittoria. I gol furono generati da due giocate simili, in quanto in entrambe le occasioni l'ala brasiliana superò tre difensori e, conquistato il fondocampo, effettuò due cross per il centravanti. Nils Liedholm, suo avversario durante quella partita, e José Altafini, compagno di squadra, sono stati concordi nell'affermare che fu Garrincha il giocatore che fece la differenza.
A coronamento di tali prestazioni, Garrincha fu inserito nell'elenco degli undici giocatori ideali del Mondiale, in qualità di migliore nel suo ruolo.
La vittoria finale — ottenuta grazie al talento individuale di Pelé e Garrincha più che per l'invocato "gioco di squadra" — portò i media brasiliani a cambiare parere, tanto che il ruolo della difesa — imbattuta fino alle semifinali — non fu particolarmente celebrato. Da quel momento, il Brasile smise di guardare al calcio europeo per accettare la propria essenza, che Nélson Rodrigues fonda sulla "fantasia", l'"improvvisazione" e l'"inventiva", nonché sull'incrocio di etnie.

#### Il periodo tra il 1958 e il 1962

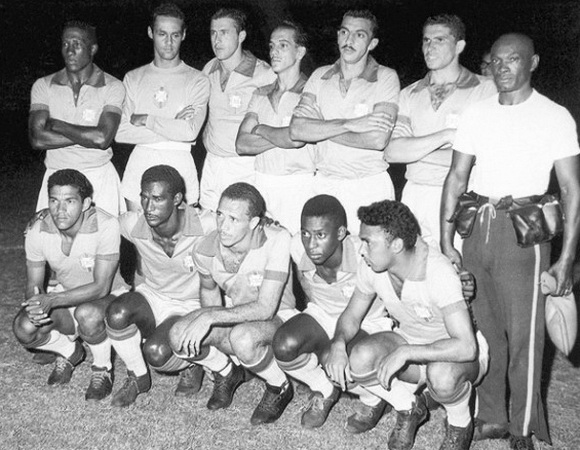
Garrincha (in basso, primo da sinistra) alla Copa América del 1959

Il periodo che intercorre tra i due mondiali vide Garrincha aumentare di peso, anche per via dell'assunzione di cachaça. Nell'amichevole del 13 maggio 1959 contro l'Inghilterra, Feola preferì perciò schierare Julinho, il quale non era selezionato da cinque anni. Tuttavia il commissario tecnico decise di convocarlo per la Copa América che si disputava quell'anno, manifestazione in cui Garrincha scese in campo quattro volte senza segnare nessun gol. Nel 1961 giocò e vinse col Brasile sia il Trofeo O'Higgins che la Coppa Oswaldo Cruz.
Garrincha rischiò pure di non giocare il successivo Mondiale. Il 18 marzo del 1962 risultava irreperibile, mentre i suoi compagni di squadra erano già stati fatti alloggiare in albergo in vista della preparazione. Si trovava a Bicas, dove si era recato per giocare una partita con degli amici. Il direttore del Botafogo lo ritrovò in un bar e lo pregò di tornare quella stessa notte. Il giocatore aveva trascorso la giornata ospite di una famiglia del posto, bevendo cachaça.

#### I Mondiali del 1962 in Cile: l'apice

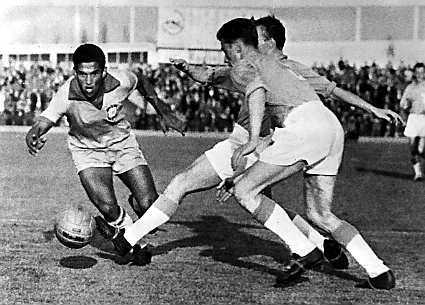
Garrincha in azione durante il Mondiale

Il 1962 fu il suo annus mirabilis. Il Mondiale cileno è ricordato come il Mondiale di Garrincha, che al termine conquistò il titolo di capocannoniere sia pure condiviso con altri quattro giocatori e miglior giocatore della competizione. L'attaccante si presentò alla rassegna iridata con un bagaglio tecnico arricchito; infatti, oltre alla consueta finta, disponeva ora di un potente tiro a effetto. Figurò sia nella sua consueta posizione di ala destra che da centrocampista di fascia sinistra, sciorinando altresì un variegato repertorio di giocate. Inoltre l'infortunio occorso a Pelé alla seconda gara, contro la Cecoslovacchia, ne sancì la leadership assoluta e gli permise di far da traino alla squadra.
Nel girone eliminatorio la compagine sudamericana vinse la prima partita col Messico e pareggiò la seguente nel suddetto incontro con la Cecoslovacchia, presentandosi alla gara decisiva contro la Spagna con la necessità, ai fini della qualificazione, di ottenere almeno un pareggio. Il confronto si dimostrò complicato, ma le sue sorti vennero cambiate allorquando, con il punteggio fisso sull'1-1, il regista di centrocampo Didi si convinse ad applicare la tattica sperimentata con successo col Botafogo nei momenti di difficoltà, consistente nel ricercare insistentemente il compagno di squadra Garrincha con ripetuti lanci. La partita venne risolta a quattro minuti dal termine da una giocata di Garrincha, il quale superò tre avversari e crossò il pallone per Amarildo, determinando il 2-1 finale.
Ai quarti il Brasile eliminò l'Inghilterra, con Garrincha presente in ciascuna delle azioni che portarono al gol. Questi mise a segno la prima rete grazie a un per lui inusuale colpo di testa, per poi scagliare un potente calcio di punizione che il portiere avversario non poté trattenere, facendo sì che Vavá, approfittando della ribattuta, andasse a segno; in ultimo realizzò direttamente da calcio piazzato la terza marcatura per i brasiliani (3-1). In aggiunta a ciò, tenne severamente impegnata l'intera difesa avversaria, costretta a porre attenzione ai suoi dribbling.
La squadra raggiunse così la semifinale che vedeva come avversari i padroni di casa del Cile. Qui l'ala realizzò nuovamente due gol, grazie a uno dei suoi rari tiri di mancino e a un'altra deviazione di testa, effettuando poi un preciso cross all'indirizzo di Vavá, che concluse positivamente l'azione. In seguito Garrincha, adirato per i ripetuti colpi ricevuti dagli avversari, diede un calcio al difensore Rojas e, conseguentemente, fu espulso dall'arbitro peruviano Arturo Yamasaki, ottenendo così allo stesso tempo un'automatica squalifica per la finale; nell'uscire a testa bassa fu altresì colpito da una pietra. Il Governo brasiliano, per mezzo del Primo Ministro Tancredo Neves, esercitò delle pressioni congiuntamente al Governo peruviano affinché la squalifica fosse revocata; il guardialinee uruguagio Esteban Marino, unico testimone dell'episodio, fu convinto dal presidente della CBD João Havelange a lasciare il Paese prima del giudizio e così, senza la possibilità di accertare i fatti, Garrincha fu assolto con cinque voti favorevoli e due contrari.
La selezione brasiliana poté dunque schierare il proprio fuoriclasse durante la finale contro la Cecoslovacchia, squadra precedentemente incontrata che allestì per l'occasione una tripla marcatura a uomo sull'avversario maggiormente temuto. Nonostante fosse febbricitante, Garrincha prese comunque parte alla partita che consegnò al Brasile il secondo titolo di Campione del Mondo consecutivo, grazie al trionfo per 3-1. Si considera che solo Maradona seppe fornire, nel 1986, delle prestazioni individuali altrettanto determinanti durante un Campionato mondiale di calcio.

#### I Mondiali del 1966 in Inghilterra
Il Mondiale inglese del 1966 sancì definitivamente la nuova realtà. Segnata dal lungo infortunio al ginocchio, l'ala non fu più in grado di produrre le consuete accelerazioni lungo la fascia destra. Nel libro Lembranças, Opiniões, Reflexões sobre Futebol, Tostão riferisce di un Garrincha molto diverso, disincantato e più preoccupato, desideroso di dimostrare di essere ancora capace di esprimersi ai livelli precedenti. Il giocatore si presentò all'evento lento e appesantito, apparendo scarsamente concentrato sul gioco. In ragione delle condizioni fisiche non ottimali, la convocazione di Garrincha è stata configurata da alcuni come frutto di un'imposizione da parte del presidente della CBD João Havelange, il quale era convinto che con Pelé e Garrincha in campo la squadra sarebbe stata invincibile.
Garrincha giocò i primi due incontri del girone, segnando contro la Bulgaria nell'ultima partita giocata assieme a Pelé, l'unica partita vinta dalla sua squadra, con un notevole calcio di punizione eseguito di collo esterno e con la sfera che supera la barriera e s'infila sotto l'incrocio percorrendo una traiettoria atipica. La compagine brasiliana fu eliminata al primo turno, dopo aver perso i successivi incontri con l'Ungheria e il Portogallo; quest'ultima partita segnò anche un ideale passaggio di consegne, giacché Garrincha non fu schierato a vantaggio di Jairzinho, titolare della fascia destra ai successivi Campionati del Mondo.

## Dopo il ritiro
Garrincha diede l'addio al calcio il 19 dicembre 1973, allorché presso lo stadio Maracanã si disputò un incontro amichevole tra la Nazionale brasiliana e una selezione di giocatori scelti dalla FIFA, denominata FIFA XI. La prima squadra era composta, oltre che da Garrincha, da calciatori che tre anni prima avevano vinto il Mondiale, tra cui Carlos Alberto, Rivelino, Jairzinho e Pelé; la seconda era formata per dieci undicesimi da argentini e uruguagi. La partita terminò 2-1 per la selezione brasiliana, grazie alle reti di Pelé — che dribblò tutta la difesa avversaria — e Luís Pereira. L'incasso fu devoluto allo stesso Garrincha, che al termine della gara, durante la quale non brillò, effettuò commosso un giro di campo per accomiatarsi dai centotrentunomila spettatori accorsi allo stadio.
Garrincha giocò ancora alcuni anni, seppure a livello amatoriale. Tra le squadre con le quali militò in questo periodo vale la pena di ricordare quella dei Milionários, formazione composta da ex-professionisti che soleva disputare delle gare amichevoli in giro per il Brasile. Con questa compagine disputò quasi cinquecento partite tra il 1974 e il 1982, a fianco a nomi celebri come Nílton Santos, Bellini, Djalma Santos, Vavá, Rivelino e Serginho.
Militò anche nella squadra di calcio di Sacrofano, venendo pagato 100.000 lire a partita, militante allora nel campionato di Prima Categoria e allenata da Dino da Costa, suo ex compagno di squadra nel Botafogo, trascinandola alla vittoria nel torneo quadrangolare Mignano Monte Lungo.
La sua ultima apparizione su un campo da calcio si ebbe in occasione di una partita di beneficenza svoltasi il giorno di Natale del 1982, durante la quale giocò venti minuti (quarantacinque secondo altre fonti). L'incontro si disputò presso Planaltina, vicino a Brasilia, e vide come avversari il Londrina, con Garrincha, e la rappresentativa della Associaçao de Garancia ao Atleta Profissional (AGAP), squadra che risultò vincitrice per 1-0.
Garrincha è scomparso nel 1983 ed ha ricevuto sepoltura nel cimitero Raiz da Serra a Rio de Janeiro.

## Statistiche

### Presenze e reti nei club
| Stagione        | Squadra         | Campionato      | Campionato | Campionato | Coppe nazionali | Coppe nazionali | Coppe nazionali | Coppe continentali | Coppe continentali | Coppe continentali | Altre coppe | Altre coppe | Altre coppe | Totale | Totale |
| Stagione        | Squadra         | Comp            | Pres       | Reti       | Comp            | Pres            | Reti            | Comp               | Pres               | Reti               | Comp        | Pres        | Reti        | Pres   | Reti   |
| --------------- | --------------- | --------------- | ---------- | ---------- | --------------- | --------------- | --------------- | ------------------ | ------------------ | ------------------ | ----------- | ----------- | ----------- | ------ | ------ |
| 1953            | Botafogo        | CC              | 26         | 8          | -               | -               | -               | -                  | -                  | -                  | RS          | 0           | 0           | 26     | 8      |
| 1954            | Botafogo        | CC              | 26         | 7          | -               | -               | -               | -                  | -                  | -                  | RS          | 9           | 1           | 35     | 8      |
| 1955            | Botafogo        | CC              | 19         | 3          | -               | -               | -               | -                  | -                  | -                  | RS          | 9           | 2           | 28     | 5      |
| 1956            | Botafogo        | CC              | 20         | 5          | -               | -               | -               | -                  | -                  | -                  | -           | -           | -           | 20     | 5      |
| 1957            | Botafogo        | CC              | 21         | 6          | -               | -               | -               | -                  | -                  | -                  | RS          | 9           | 2           | 30     | 8      |
| 1958            | Botafogo        | CC              | 26         | 10         | -               | -               | -               | -                  | -                  | -                  | RS          | 9           | 1           | 35     | 11     |
| 1959            | Botafogo        | CC              | 23         | 9          | -               | -               | -               | -                  | -                  | -                  | RS          | 5           | 3           | 28     | 12     |
| 1960            | Botafogo        | CC              | 21         | 8          | -               | -               | -               | -                  | -                  | -                  | RS          | 9           | 1           | 30     | 9      |
| 1961            | Botafogo        | CC              | 21         | 6          | -               | -               | -               | -                  | -                  | -                  | RS          | 11          | 2           | 32     | 8      |
| 1962            | Botafogo        | CC              | 21         | 20         | TB              | 3               | 0               | -                  | -                  | -                  | RS          | 7           | 2           | 31     | 22     |
| 1963            | Botafogo        | CC              | 3          | 1          | TB              | 1               | 0               | CL                 | 2                  | 0                  | RS          | 1           | 0           | 7      | 1      |
| 1964            | Botafogo        | CC              | 4          | 0          | -               | -               | -               | -                  | -                  | -                  | RS          | 7           | 3           | 11     | 3      |
| 1965            | Botafogo        | CC              | 5          | 2          | -               | -               | -               | -                  | -                  | -                  | RS          | 7           | 0           | 12     | 2      |
| Totale Botafogo | Totale Botafogo | Totale Botafogo | 236        | 85         |                 | 4               | 0               |                    | 2                  | 0                  |             | 83          | 17          | 325    | 102    |
| 1966            | Corinthians     | CP              | 4          | 0          | -               | -               | -               | -                  | -                  | -                  | RS          | 6           | 1           | 10     | 1      |
| 1968            | Atlético Junior | CP              | 1          | 0          | -               | -               | -               | -                  | -                  | -                  | -           | -           | -           | 1      | 0      |
| 1968            | Flamengo        | CC              | 0          | 0          | -               | -               | -               | -                  | -                  | -                  | -           | -           | -           | 0      | 0      |
| 1969            | Flamengo        | CC              | 4          | 0          | TP              | 1               | 0               | -                  | -                  | -                  | -           | -           | -           | 5      | 0      |
| Totale Flamengo | Totale Flamengo | Totale Flamengo | 4          | 0          |                 | 1               | 0               |                    | -                  | -                  |             | -           | -           | 5      | 0      |
| 1972            | Olaria          | CC              | 8          | 0          | -               | -               | -               | -                  | -                  | -                  | -           | -           | -           | 8      | 0      |
| Totale carriera | Totale carriera | Totale carriera | 253        | 85         |                 | 5               | 0               |                    | 2                  | 0                  |             | 89          | 18          | 349    | 103    |

### Cronologie presenze e reti in nazionale[153]
| Cronologia completa delle presenze e delle reti in nazionale ― Brasile | Cronologia completa delle presenze e delle reti in nazionale ― Brasile | Cronologia completa delle presenze e delle reti in nazionale ― Brasile | Cronologia completa delle presenze e delle reti in nazionale ― Brasile | Cronologia completa delle presenze e delle reti in nazionale ― Brasile | Cronologia completa delle presenze e delle reti in nazionale ― Brasile | Cronologia completa delle presenze e delle reti in nazionale ― Brasile | Cronologia completa delle presenze e delle reti in nazionale ― Brasile |
| Data                                                                   | Città                                                                  | In casa                                                                | Risultato                                                              | Ospiti                                                                 | Competizione                                                           | Reti                                                                   | Note                                                                   |
| ---------------------------------------------------------------------- | ---------------------------------------------------------------------- | ---------------------------------------------------------------------- | ---------------------------------------------------------------------- | ---------------------------------------------------------------------- | ---------------------------------------------------------------------- | ---------------------------------------------------------------------- | ---------------------------------------------------------------------- |
| 18-9-1955                                                              | Rio de Janeiro                                                         | Brasile                                                                | 1 – 1                                                                  | Cile                                                                   | Trofeo O'Higgins                                                       | -                                                                      |                                                                        |
| 21-3-1957                                                              | Lima                                                                   | Brasile                                                                | 7 – 1                                                                  | Ecuador                                                                | Coppa America 1957                                                     | -                                                                      |                                                                        |
| 23-3-1957                                                              | Lima                                                                   | Brasile                                                                | 9 – 0                                                                  | Colombia                                                               | Coppa America 1957                                                     | -                                                                      |                                                                        |
| 13-4-1957                                                              | Lima                                                                   | Perù                                                                   | 1 – 1                                                                  | Brasile                                                                | Qual. Mondiali 1958                                                    | -                                                                      |                                                                        |
| 21-4-1957                                                              | Rio de Janeiro                                                         | Brasile                                                                | 1 – 0                                                                  | Perù                                                                   | Qual. Mondiali 1958                                                    | -                                                                      |                                                                        |
| 11-6-1957                                                              | Rio de Janeiro                                                         | Brasile                                                                | 2 – 1                                                                  | Portogallo                                                             | Amichevole                                                             | -                                                                      |                                                                        |
| 16-6-1957                                                              | San Paolo                                                              | Brasile                                                                | 3 – 0                                                                  | Portogallo                                                             | Amichevole                                                             | -                                                                      |                                                                        |
| 18-5-1958                                                              | San Paolo                                                              | Brasile                                                                | 3 – 1                                                                  | Bulgaria                                                               | Amichevole                                                             | -                                                                      |                                                                        |
| 15-6-1958                                                              | Göteborg                                                               | Brasile                                                                | 2 – 0                                                                  | Unione Sovietica                                                       | Mondiali 1958                                                          | -                                                                      |                                                                        |
| 19-6-1958                                                              | Göteborg                                                               | Brasile                                                                | 1 – 0                                                                  | Galles                                                                 | Mondiali 1958                                                          | -                                                                      |                                                                        |
| 24-6-1958                                                              | Stoccolma                                                              | Brasile                                                                | 5 – 2                                                                  | Francia                                                                | Mondiali 1958                                                          | -                                                                      |                                                                        |
| 29-6-1958                                                              | Stoccolma                                                              | Brasile                                                                | 5 – 2                                                                  | Svezia                                                                 | Mondiali 1958                                                          | -                                                                      | [ 219 ]                                                                |
| 21-3-1959                                                              | Buenos Aires                                                           | Brasile                                                                | 4 – 2                                                                  | Bolivia                                                                | Coppa America 1959                                                     | -                                                                      |                                                                        |
| 26-3-1959                                                              | Buenos Aires                                                           | Brasile                                                                | 3 – 1                                                                  | Uruguay                                                                | Coppa America 1959                                                     | -                                                                      |                                                                        |
| 29-3-1959                                                              | Buenos Aires                                                           | Brasile                                                                | 4 – 1                                                                  | Paraguay                                                               | Coppa America 1959                                                     | -                                                                      |                                                                        |
| 4-4-1959                                                               | Buenos Aires                                                           | Argentina                                                              | 1 – 1                                                                  | Brasile                                                                | Coppa America 1959                                                     | -                                                                      |                                                                        |
| 29-4-1960                                                              | Il Cairo                                                               | Rep. Araba Unita                                                       | 0 – 5                                                                  | Brasile                                                                | Amichevole                                                             | 1                                                                      |                                                                        |
| 1-5-1960                                                               | Alessandria d'Egitto                                                   | Rep. Araba Unita                                                       | 1 – 3                                                                  | Brasile                                                                | Amichevole                                                             | -                                                                      |                                                                        |
| 6-5-1960                                                               | Il Cairo                                                               | Rep. Araba Unita                                                       | 0 – 3                                                                  | Brasile                                                                | Amichevole                                                             | 1                                                                      |                                                                        |
| 10-5-1960                                                              | Copenaghen                                                             | Danimarca                                                              | 3 – 4                                                                  | Brasile                                                                | Amichevole                                                             | -                                                                      |                                                                        |
| 29-6-1960                                                              | Rio de Janeiro                                                         | Brasile                                                                | 4 – 0                                                                  | Cile                                                                   | Amichevole                                                             | -                                                                      |                                                                        |
| 30-4-1961                                                              | Asunción                                                               | Paraguay                                                               | 0 – 2                                                                  | Brasile                                                                | Coppa Oswaldo Cruz                                                     | -                                                                      |                                                                        |
| 3-5-1961                                                               | Asunción                                                               | Paraguay                                                               | 2 – 3                                                                  | Brasile                                                                | Coppa Oswaldo Cruz                                                     | -                                                                      |                                                                        |
| 7-5-1961                                                               | Santiago del Cile                                                      | Cile                                                                   | 1 – 2                                                                  | Brasile                                                                | Trofeo O'Higgins                                                       | 1                                                                      |                                                                        |
| 11-5-1961                                                              | Santiago del Cile                                                      | Cile                                                                   | 0 – 1                                                                  | Brasile                                                                | Trofeo O'Higgins                                                       | -                                                                      |                                                                        |
| 21-4-1962                                                              | Rio de Janeiro                                                         | Brasile                                                                | 6 – 0                                                                  | Paraguay                                                               | Coppa Oswaldo Cruz                                                     | 1                                                                      |                                                                        |
| 24-4-1962                                                              | San Paolo                                                              | Brasile                                                                | 4 – 0                                                                  | Paraguay                                                               | Coppa Oswaldo Cruz                                                     | -                                                                      |                                                                        |
| 6-5-1962                                                               | San Paolo                                                              | Brasile                                                                | 2 – 1                                                                  | Portogallo                                                             | Amichevole                                                             | -                                                                      |                                                                        |
| 9-5-1962                                                               | Rio de Janeiro                                                         | Brasile                                                                | 1 – 0                                                                  | Portogallo                                                             | Amichevole                                                             | -                                                                      |                                                                        |
| 12-5-1962                                                              | Rio de Janeiro                                                         | Brasile                                                                | 3 – 1                                                                  | Galles                                                                 | Amichevole                                                             | 1                                                                      |                                                                        |
| 16-5-1962                                                              | San Paolo                                                              | Brasile                                                                | 3 – 1                                                                  | Galles                                                                 | Amichevole                                                             | -                                                                      |                                                                        |
| 30-5-1962                                                              | Viña del Mar                                                           | Brasile                                                                | 2 – 0                                                                  | Messico                                                                | Mondiali 1962 - 1º turno                                               | -                                                                      |                                                                        |
| 2-6-1962                                                               | Viña del Mar                                                           | Brasile                                                                | 0 – 0                                                                  | Cecoslovacchia                                                         | Mondiali 1962 - 1º turno                                               | -                                                                      |                                                                        |
| 6-6-1962                                                               | Viña del Mar                                                           | Brasile                                                                | 2 – 1                                                                  | Spagna                                                                 | Mondiali 1962 - 1º turno                                               | -                                                                      |                                                                        |
| 10-6-1962                                                              | Viña del Mar                                                           | Brasile                                                                | 3 – 1                                                                  | Inghilterra                                                            | Mondiali 1962 - Quarti di finale                                       | 2                                                                      |                                                                        |
| 13-6-1962                                                              | Santiago del Cile                                                      | Cile                                                                   | 2 – 4                                                                  | Brasile                                                                | Mondiali 1962 - Semifinale                                             | 2                                                                      |                                                                        |
| 17-6-1962                                                              | Santiago del Cile                                                      | Brasile                                                                | 3 – 1                                                                  | Cecoslovacchia                                                         | Mondiali 1962 - Finale                                                 | -                                                                      | [ 220 ]                                                                |
| 2-6-1965                                                               | Rio de Janeiro                                                         | Brasile                                                                | 5 – 0                                                                  | Belgio                                                                 | Amichevole                                                             | -                                                                      |                                                                        |
| 6-6-1965                                                               | Rio de Janeiro                                                         | Brasile                                                                | 2 – 0                                                                  | Germania Ovest                                                         | Amichevole                                                             | -                                                                      |                                                                        |
| 9-6-1965                                                               | Rio de Janeiro                                                         | Brasile                                                                | 0 – 0                                                                  | Argentina                                                              | Amichevole                                                             | -                                                                      |                                                                        |
| 17-6-1965                                                              | Orano                                                                  | Algeria                                                                | 0 – 3                                                                  | Brasile                                                                | Amichevole                                                             | -                                                                      |                                                                        |
| 24-6-1965                                                              | Porto                                                                  | Portogallo                                                             | 0 – 0                                                                  | Brasile                                                                | Amichevole                                                             | -                                                                      |                                                                        |
| 4-7-1965                                                               | Mosca                                                                  | Unione Sovietica                                                       | 0 – 3                                                                  | Brasile                                                                | Amichevole                                                             | -                                                                      |                                                                        |
| 14-5-1966                                                              | Rio de Janeiro                                                         | Brasile                                                                | 3 – 1                                                                  | Galles                                                                 | Amichevole                                                             | 1                                                                      |                                                                        |
| 19-5-1966                                                              | Rio de Janeiro                                                         | Brasile                                                                | 1 – 0                                                                  | Cile                                                                   | Amichevole                                                             | -                                                                      |                                                                        |
| 4-6-1966                                                               | San Paolo                                                              | Brasile                                                                | 4 – 0                                                                  | Perù                                                                   | Amichevole                                                             | -                                                                      |                                                                        |
| 8-6-1966                                                               | Rio de Janeiro                                                         | Brasile                                                                | 2 – 1                                                                  | Polonia                                                                | Amichevole                                                             | 1                                                                      |                                                                        |
| 30-6-1966                                                              | Göteborg                                                               | Svezia                                                                 | 2 – 3                                                                  | Brasile                                                                | Amichevole                                                             | -                                                                      |                                                                        |
| 12-7-1966                                                              | Liverpool                                                              | Brasile                                                                | 2 – 0                                                                  | Bulgaria                                                               | Mondiali 1966 - 1º turno                                               | 1                                                                      |                                                                        |
| 15-7-1966                                                              | Liverpool                                                              | Brasile                                                                | 1 – 3                                                                  | Ungheria                                                               | Mondiali 1966 - 1º turno                                               | -                                                                      | [ 221 ]                                                                |
| Totale                                                                 |                                                                        | Presenze (50º posto)                                                   | 50                                                                     |                                                                        | Reti (31º posto)                                                       | 12                                                                     |                                                                        |

| Cronologia completa delle presenze e delle reti in nazionale (partite non ufficiali) ― Brasile | Cronologia completa delle presenze e delle reti in nazionale (partite non ufficiali) ― Brasile | Cronologia completa delle presenze e delle reti in nazionale (partite non ufficiali) ― Brasile | Cronologia completa delle presenze e delle reti in nazionale (partite non ufficiali) ― Brasile | Cronologia completa delle presenze e delle reti in nazionale (partite non ufficiali) ― Brasile | Cronologia completa delle presenze e delle reti in nazionale (partite non ufficiali) ― Brasile | Cronologia completa delle presenze e delle reti in nazionale (partite non ufficiali) ― Brasile | Cronologia completa delle presenze e delle reti in nazionale (partite non ufficiali) ― Brasile |
| Data                                                                                           | Città                                                                                          | In casa                                                                                        | Risultato                                                                                      | Ospiti                                                                                         | Competizione                                                                                   | Reti                                                                                           | Note                                                                                           |
| ---------------------------------------------------------------------------------------------- | ---------------------------------------------------------------------------------------------- | ---------------------------------------------------------------------------------------------- | ---------------------------------------------------------------------------------------------- | ---------------------------------------------------------------------------------------------- | ---------------------------------------------------------------------------------------------- | ---------------------------------------------------------------------------------------------- | ---------------------------------------------------------------------------------------------- |
| 21-5-1958                                                                                      | San Paolo                                                                                      | Brasile                                                                                        | 5 – 0                                                                                          | Corinthians                                                                                    |                                                                                                | 2                                                                                              |                                                                                                |
| 29-5-1958                                                                                      | Firenze                                                                                        | Fiorentina                                                                                     | 0 – 4                                                                                          | Brasile                                                                                        |                                                                                                | 1                                                                                              |                                                                                                |
| 8-5-1960                                                                                       | Malmö                                                                                          | Malmö FF                                                                                       | 1 – 7                                                                                          | Brasile                                                                                        |                                                                                                | -                                                                                              |                                                                                                |
| 12-5-1960                                                                                      | Milano                                                                                         | Inter                                                                                          | 2 – 2                                                                                          | Brasile                                                                                        |                                                                                                | -                                                                                              |                                                                                                |
| 16-5-1960                                                                                      | Lisbona                                                                                        | Sporting Lisbona                                                                               | 0 – 4                                                                                          | Brasile                                                                                        |                                                                                                | 1                                                                                              |                                                                                                |
| 1-5-1966                                                                                       | Rio de Janeiro                                                                                 | Brasile                                                                                        | 2 – 0                                                                                          | Selezione Gaúcha                                                                               |                                                                                                | -                                                                                              |                                                                                                |
| 21-6-1966                                                                                      | Madrid                                                                                         | Atlético Madrid                                                                                | 3 – 5                                                                                          | Brasile                                                                                        |                                                                                                | -                                                                                              |                                                                                                |
| 27-6-1966                                                                                      | Åtvidaberg                                                                                     | Åtvidaberg                                                                                     | 2 – 8                                                                                          | Brasile                                                                                        |                                                                                                | -                                                                                              |                                                                                                |
| 4-7-1966                                                                                       | Stoccolma                                                                                      | AIK                                                                                            | 2 – 4                                                                                          | Brasile                                                                                        |                                                                                                | 1                                                                                              |                                                                                                |
| 6-7-1966                                                                                       | Malmö                                                                                          | Malmö FF                                                                                       | 1 – 3                                                                                          | Brasile                                                                                        |                                                                                                | -                                                                                              |                                                                                                |
| Totale                                                                                         |                                                                                                | Presenze                                                                                       | 10                                                                                             |                                                                                                | Reti                                                                                           | 5                                                                                              |                                                                                                |

## Palmarès

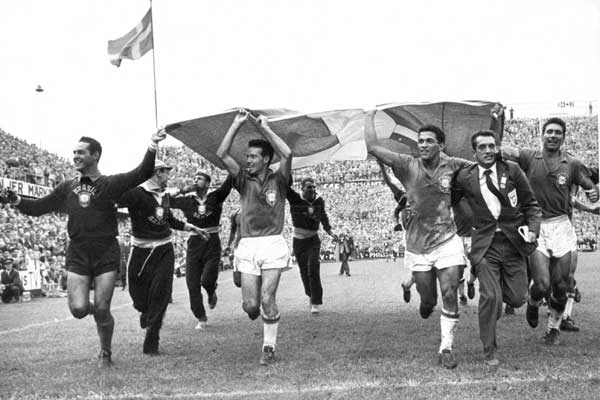
Garrincha festeggia coi compagni la vittoria del Campionato mondiale di calcio 1958

### Club
- Campionato Carioca: 3

Botafogo: 1957, 1961, 1962
- Torneo Rio-San Paolo: 3

Botafogo: 1962, 1964
Corinthians: 1966

### Nazionale
- Campionato mondiale: 2

Svezia 1958, Cile 1962

### Individuale
- Capocannoniere della Coppa del Mondo: 1

1962
- Miglior giocatore della coppa del Mondo: 1

1962
- All-Star Team del campionato mondiale: 1

1962
- Inserito nella National Soccer Hall of Fame (1993)
- FIFA World Cup All-Time Team (1994)
- All-Star Team del CONMEBOL 1958-2008 (2008)
- Candidato al Dream Team del Pallone d'oro (2020)

## Nella cultura di massa

### Filmografia
- Garrincha, Alegria do Povo, regia di Joaquim Pedro de Andrade (1963)
- Mané Garrincha, regia di Fábio Barreto (1978)
- Garrincha - Estrela Solitária, regia di Milton Alencar (2003)

### Poesie
- (PT)  Aníbal Beça, Celebrando Garrincha, o santo inventor da ginga.
- (PT)  Vinícius de Moraes, O anjo das pernas tortas.
- (PT)  Affonso Romano de Sant'Anna, Ave! Garrincha in A poesia possível, Rio de Janeiro, Rocco, 1987.

### Libri

#### Testi di riferimento
- (EN) Alex Bellos, Angel with bent legs, in Futebol : The brazilian way of life, Iª ed., Bloomsbury Publishing PLC, 2003, ISBN 0-7475-6179-6.
- (EN) Pelé Pelé, Robert L. Fish, My Life and the Beautiful Game: the autobiography of Pelé, Iª ed., New York, Skyhorse Publishing Inc., 2007, ISBN 1-60239-196-3.
- (ES) Eduardo Galeano, El futbol a sol y sombra, IVª ed., Madrid, Siglo ventiuno editores, 2000, ISBN 968-23-1971-4.
- Darwin Pastorin, Tempi supplementari. Partite vinte, partite perse, Iª ed., Feltrinelli Editore, 2002, ISBN 88-07-81698-9.
- Franco Rossi, Perda il migliore[collegamento interrotto], Iª ed., Limina edizioni, 1998, ISBN 88-86713-72-X.
- (PT) Flávio Araújo, O rádio, o futebol e a vida, San Paolo, Editora Senac, 2001, ISBN 85-7359-196-X.
- (PT) Sérgio Augusto, Botafogo: entre o céu e o inferno, Rio de Janeiro, Ediouro Publicações, 2004, ISBN 85-00-01549-7.
- (PT) Roberto Avallone, As incríveis histórias do futebol, Tipo Editora, 2001, ISBN 85-88516-01-2.
- (PT) Ruy Castro, Estrela solitária: um brasileiro chamado Garrincha, Iª ed., San Paolo, Companhia das letras, 1995, ISBN 85-7164-493-4.
- (PT) Antonio Falcão, Um Sonho em Carne e Osso: os Fora de Série do Futebol Brasileiro, Recife, Editora Bagaço, 2002. URL consultato il 15 marzo 2010 (archiviato dall'url originale il 25 agosto 2005).
- (PT) Mário Filho, O negro no futebol brasileiro, IVª ed., Rio de Janeiro, Mauad Editora Ltda, 2003, ISBN 85-7478-096-0.
- (PT) Teixeira Heizer, O jogo bruto das copas do mundo, IIª ed., Rio de Janeiro, Mauad Editora Ltda, 1997, ISBN 85-85756-52-7.
- (PT) José Louzeiro, Lenin Novaes, Elza Soares: cantando para não enlouquecer, Editora Globo, 1997, ISBN 85-250-2415-5.
- (PT) Antonio Carlos Napoleão, Roberto Assaf, Seleção brasileira: 1914-2006, IIª ed., Rio de Janeiro, Mauad Editora Ltda, 2006, ISBN 85-7478-186-X.
- (PT) Washington Olivetto, Corinthians : E preto no branco, Rio de Janeiro, Ediouro Publicações, 2005, ISBN 85-00-01602-7.
- (PT) Luiz Zanin Oricchio, Fome de bola. Cinema e Futebol no Brasil, San Paolo, Imprensa Oficial, 2006, ISBN 85-7060-453-X.
- (PT) Gustavo Poli, Lédio Carmona, Almanaque do Futebol, Casa da Palavra, 2006, ISBN 85-7734-002-3 (archiviato dall'url originale il 30 luglio 2013).
- (PT) Everardo Rocha, Jogo de espelhos: ensaios de cultura brasileira, IIIª ed., Rio de Janeiro, Mauad Editora Ltda, 2003, ISBN 85-7478-101-0.
- (PT) João Saldanha, Futebol e outras historias, Rio de Janeiro, Editora Record, 1988, ISBN 85-10-34132-X. (edizione speciale, fuori commercio)
- (PT) João Saldanha, Os subterrâneos do futebol, J. Olympio Editora, 1980, ISBN non esistente.
- (PT) Nílton Santos Nílton Santos, Minha bola, minha vida, Gryphus, 2000, ISBN 85-85469-52-8.
- (PT) Tostão Tostão, Lembranças, opiniões, reflexões sobre futebol, DBA, 1997, ISBN 85-7234-084-X.
- (PT) Celso Unzelte, O livro de ouro do futebol, Iª ed., Rio de Janeiro, Sinergia, 2009, ISBN 85-62540-39-0.
- (PT) Telmo Zanini, Mané Garrincha, Iª ed., San Paolo, Brasiliense, 1984, ISBN non esistente.
- Lombardo Antonio, Il Passerotto di Magè, Storie di Calcio Editore, 2015. ISBN 978-88-908770-1-8

#### Letture ulteriori
- Antonio Ferrara, Garrincha. L'angelo dalle gambe storte, uovonero, 2016, ISBN 978-88-96918-38-8.
- (ES) Luis H. Antezana J., Un pajarillo llamado "Mané": notas al pie de su fútbol, Plural Editores, 1997, ISBN 84-89891-29-X.
- Darwin Pastorin, Ode per Mané: quando Garrincha parlava ai passeri, Limina, 1996, ISBN 88-86713-08-8.
- (PT) Nelson Rodrigues, Ruy Castro, À sombra das chuteiras imortais: crônicas de futebol, IIIª ed., Companhia das Letras, 1993, ISBN 85-7164-320-2.
- (PT) Elza Soares, Minha vida com Mané, Editôra Saga, 1969, ISBN non esistente.

### Pubblicazioni

#### Pubblicazioni scientifiche
- (FR) José Sergio Leite Lopes, Sylvain Maresca, La disparition de "la joie du peuple", in Actes de la recherche en sciences sociales, vol. 79, n. 1, 1989,  pp. 21-36, DOI:10.3406/arss.1989.2904. URL consultato il 9 gennaio 2010.
- (PT) Victor Andrade de Melo, Garrincha x Pelé: futebol, cinema, literatura e a construção da identidade nacional (PDF), in Rev. bras. Educ. Fís. Esp., vol. 20, n. 4, Ott/Dic 2006,  pp. 281-295. URL consultato il 12 gennaio 2010 (archiviato dall'url originale il 21 agosto 2010).
- (PT) Tiago Lisboa Bartholo, Antonio Jorge Gonçalves Soares, Mané Garrincha como síntese da identidade do futebol brasileiro (PDF), in Movimento, vol. 15, n. 1, Gen/Mar 2009,  pp. 169-191. URL consultato il 12 gennaio 2010 (archiviato dall'url originale il 4 marzo 2016).

#### Riviste
- (PT) Marcelo Rezende, Garrincha, João de si mesmo, in Placar, n. 487, 24 agosto 1979. URL consultato il 9 gennaio 2010.
- (PT) Edson Rossi, Menino de asas, Garrincha alçou a seleção ao topo mundial, in Placar, 1287a, 8 novembre 1999. URL consultato il 28 marzo 2010 (archiviato dall'url originale il 12 luglio 2011).
- (PT) A magia do drible, in Veja, giugno 1958. URL consultato il 9 gennaio 2010 (archiviato dall'url originale il 31 gennaio 2011).
- (PT) A vida torta de Mané Garrincha, in Veja, 8 marzo 1972. URL consultato il 9 gennaio 2010 (archiviato dall'url originale il 25 maggio 2009).
- (PT) O mágico sai de campo, in Veja, 26 marzo 1983. URL consultato il 9 gennaio 2010 (archiviato dall'url originale il 31 gennaio 2011).

### Videografia
- Federico Ferri, Federico Buffa, Storie Mondiali: Football Back Home (1966), Sky Sport, 2014.

### Voci enciclopediche
- (EN) Garrincha, in Enciclopedia Britannica, Encyclopædia Britannica, Inc.
- (FR)  Garrincha sull'Enciclopedia Larousse.
- (FR)  Garrincha sull'Encyclopædia Universalis.
- Garrincha, in Treccani.it – Enciclopedie on line, Roma, Istituto dell'Enciclopedia Italiana.
- (SV)  Garrincha sulla Nationalencyklopedin.